# Коммунистическая партия Российской Федерации
Коммунисти́ческая па́ртия Росси́йской Федера́ции (КПРФ) — действующая зарегистрированная российская левоконсервативная марксистская политическая партия.
КПРФ считается приемницей КП РСФСР, образованной на I учредительном съезде КП РСФСР 20 июня 1990 года. Сама же партия в своём современном виде появилась КПРФ на II чрезвычайном съезде коммунистов России 14 февраля 1993 года. Начиная с 1995 года, является одной из крупнейших, а с 2003 года — второй по размеру политической партией в России. 
С момента своего основания, находится в декларируемой оппозиции к действующей власти (за исключением короткого периода с сентября 1998 года по май 1999 года, когда КПРФ входила в Правительство Примакова). Фактически, в текущий момент является одной из самых оппозиционных партий в рамках системной оппозиции, которая хоть и находится под частичным контролем администрации президента РФ, но всё ещё сохраняет некоторую автономию и низовую оппозицию на уровне региональных отделений, когда федеральная политика остаётся под сильным контролем и пропитана пропутинским лоялизмом.
Структуру партии представляют региональные, местные и первичные отделения. Номинально, КПРФ имеет региональные отделения в 89 субъектах РФ, в том числе на оккупированных Россией территориях.
Партия участвовала в выборах депутатов Государственной думы ФС РФ всех созывов и была представлена фракцией в каждом из них.

## Идеология

### Собственное позиционирование КПРФ

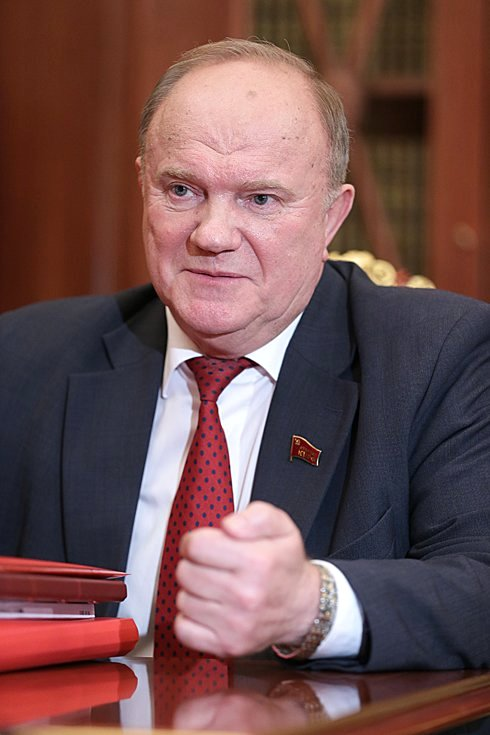
Председатель ЦК КПРФ Г. А. Зюганов, 2015

В новой редакции программы партии, принятой в 2008 году, было заявлено как о единственной политической организации, последовательно отстаивающей права людей наёмного труда и национально-государственные интересы. В программе указана стратегическая цель партии — построение в России обновлённого социализма, социализма XXI века.
В программе КПРФ заявлено, что партия является правопреемницей КПСС на территории Российской Федерации.
В программе КПРФ заявлено, что партия руководствуется марксистско-ленинским учением и творчески его развивает, опирается на опыт и достижения отечественной и мировой науки и культуры. Значительное место в программных документах и работах лидеров партии занимает противостояние между новым мировым порядком и русским народом с его тысячелетней историей, с его качествами в представлении членов КПРФ — соборностью и державностью, общинностью (коллективизм), глубокой верой, неистребимым альтруизмом и решительным отторжением торгашеских приманок буржуазного, либерально-демократического рая, «русский вопрос» (программа КПРФ говорит о «геноциде великой нации» и утверждает, что «задачи решения русского вопроса и борьбы за социализм по своей сути совпадают»).
Согласно своей программе, КПРФ считает необходимым реформировать страну в три этапа. На первом этапе планируется достижение власти трудящихся в лице коалиции во главе с КПРФ. Достижение этой цели поможет устранить катастрофические последствия проведённых в последние десятилетия реформ, в частности, путём национализации приватизированной в 1990-х годах собственности. При этом, однако, мелкие товаропроизводители останутся, и, более того, будет организована их защита от ограбления крупным капиталом, чиновниками и мафиозными группами. Также планируется провести реформу управления путём создания советов различного уровня. На втором этапе роль советов и профсоюзов возрастёт. В экономике будет произведён постепенный переход к социалистическим формам хозяйствования, однако мелкий частный капитал всё ещё сохранится. На третьем этапе планируется построение социализма.
КПРФ, по словам Г. А. Зюганова, выступает за сотрудничество с православной церковью, например, совместно с РПЦ выступила за принятие закона против проникновения в страну зарубежных сект.
Также партия имеет свою позицию в отношении отечественной истории. Позитивно оценивает роль И. В. Сталина. Предлагает в первую очередь учитывать экономические достижения, победу в Великой Отечественной войне и послевоенное восстановление страны с созданием «ядерного щита», проводит акции в память о Сталине, поддерживает установку памятников Сталину, использует образ Сталина в агитации. Про сталинские репрессии признаёт отдельные «нарушения социалистической законности в 1930—1940-х годах», заявляется, что КПСС признала факт репрессий уже в 1950-х годах, при этом часто заявляется о преувеличенности масштабов репрессий, наличии в стране тех лет «пятой колонны». Отрицает вину СССР в голодоморе на Украине, Катынском расстреле, коллективизации.

### Идеология КПРФ и КПСС: сходство и различия

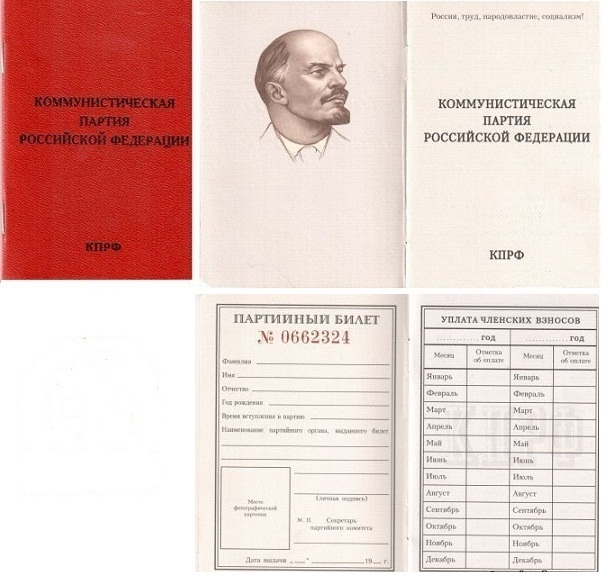
Партийный билет члена КПРФ. Сохранён образ партийного билета КПСС

Идеология КПРФ в значительной мере похожа на идеологию КПСС. Исследователь К. Д. Николенко выделил следующие общие моменты в идеологии КПРФ и КПСС:
- Противопоставление капитализму;
- Надежда на сопротивление капитализму во всём мире;
- Повышение роли Советов, представительных органов власти, усиление их подотчётности и контролю за ними со стороны граждан;
- Поддержание обороноспособности страны.

Существенные различия в идеологии КПРФ и КПСС следующие:
- Парламентская работа, которая согласно программе КПРФ имеет классовую сущность. В программе КПСС о парламентской работе не говорилось ничего;
- В программе КПРФ гораздо более выражена роль государства, чем в программе КПСС. Это проявляется во вносимых членами этой партии законопроектах в Государственную думу: значительная часть инициатив КПРФ направлена на усиление государственного регулирования в экономике, а также на защиту национальных интересов и на развитие государственности;
- Признание КПРФ различных форм собственности в программных документах (на практике это выражается во включении бизнесменов в списки партии);
- Спокойное отношение КПРФ к религии: признание необходимости сотрудничества с религиозными организациями, декларируемое уважение «к православию и другим традиционным религиям народов России», разрешение членам партии исповедовать религию. КПСС жёстко противопоставляла себя религии и вела атеистическую пропаганду.

### Идеология КПРФ в представлении политологов
По мнению политолога В. А. Лихачёва, в своём современном виде партия является скорее национал-патриотической, чем коммунистической. Националистический крен в её идеологии был обусловлен избранием на восстановительном съезде в 1993 году под давлением националистических радикалов во главе с Альбертом Макашовым лидером партии Геннадия Зюганова вместо Валентина Купцова. Националистических взглядов придерживался также один из главных идеологов партии Алексей Подберёзкин.
Левый политолог Борис Кагарлицкий характеризует КПРФ как партию, которая вдохновляется историческими традициями, далёкими от коммунистического движения. С его точки зрения главными авторами, на которых опирается идеология партии, являются не теоретики марксизма, а Н. Я. Данилевский, К. Н. Леонтьев, Н. А. Бердяев и другие религиозные или консервативные мыслители. Из советских мыслителей особое значение придаётся Льву Гумилёву. Главная борьба ведётся не с капитализмом как таковым, а с провозглашаемым засильем иностранного капитала и иностранных порядков. Такая идеология опирается на ностальгию о консервативном порядке, сложившимся во времена Леонида Брежнева и поддержку тех людей, которые считают, что при Брежневе «у всех была работа и зарплата».
В такой ситуации, по мнению политолога, КПРФ не может претендовать на роль ядра международного коммунистического движения. Последующее оживление политической жизни в России привело партию к трудностям по сплочению потенциальных сторонников вокруг такой идеологии.
С точки зрения праворадикального политолога А. Г. Дугина, КПРФ во-первых не является идейной преемницей КПСС, так как в КПСС было много исторических поворотов, вплоть до умеренного социал-демократизма времён Горбачёва, а КПРФ не указывает, идеологии какого конкретно периода КПСС она наследует. Во-вторых, КПРФ не является левой партией, так как провозглашает среди высших ценностей «Государственность, державность, верность нравственным устоям, национальным корням, религиозной системе ценностей, Православию», а также оперирует терминами геополитики. Поэтому по совокупности идеологических принципов она ближе к республиканцам, причём правого толка. Ещё одним аргументом в пользу своего мнения политолог считает лозунг КПРФ о понижении налогов, который также свойственен партиям правого толка.
По мнению венгерского либерального политолога Андраша Бозоки, КПРФ, хотя и встроилась в парламентскую систему в России, по своей программе и по подходу к решению российских проблем она осталась во многом революционной и не превратилась в социал-демократическую партию. С другой стороны, с самого начала своего существования партия не была идеологически единой, а состояла из трёх фракций — ортодоксальных марксистов, марксистов-реформистов и левых националистов. Самого лидера партии, Геннадия Зюганова, Бозоки считает представителем левых националистов, причём, поддерживающим скорее сильное российское государство, чем русскую нацию.

## Партийная структура
КПРФ состоит из региональных отделений по одному на субъект федерации, региональные отделения из местных отделений по одному на муниципальный район, городской округ или внутригородскую территорию, местные отделения из первичных отделений по одному на городское поселение, сельское поселение, ТСЖ или уличком.
Высший орган первичного отделения — общее собрание, между общими собраниями — бюро первичного отделения, высшее должностное лицо — секретарь первичного отделения, высший орган местного отделения — конференция местного отделения, между конференциями — комитет местного отделения, исполнительный орган местного отделения — бюро комитета местного отделения, высшее должностное лицо местного отделения — первый секретарь комитета местного отделения, высший орган регионального отделения — конференция регионального отделения, между конференциями — комитет регионального отделения, исполнительный орган регионального отделения — бюро комитета регионального отделения, высшее должностное лицо регионального отделения — первый секретарь комитета регионального отделения.
КПРФ создаёт свои региональные, местные и первичные партийные организации на всей территории Российской Федерации. Местом нахождения постоянно действующего руководящего органа КПРФ является г. Москва. В партии запрещено создание фракций. Дружественная молодёжная организация — Ленинский коммунистический союз молодёжи Российской Федерации.

### Руководство КПРФ

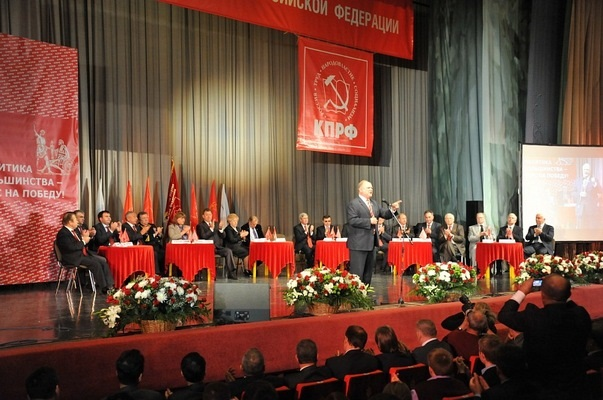
Руководители ЦК КПРФ на презентации избирательного объединения КПРФ на Выборы в Государственную Думу шестого созыва. Москва, концертный зал «Измайлово».
17 октября 2011 г.

Коммунистическая партия Российской Федерации строит свою работу на основе программы и устава. Партия является юридическим лицом с момента государственной регистрации и осуществляет свою деятельность в соответствии с уставными целями на всей территории России.
Высший орган — Съезд, между съездами — Центральный комитет (ЦК КПРФ), Центральный комитет разрабатывает документы по важнейшим вопросам на основе партийной программы и решений съездов. Исполнительные органы — Президиум Центрального комитета и Секретариат Центрального комитета. Президиум избирается для решения политических и организационных вопросов в период между пленумами ЦК КПРФ. Для организации текущей работы и контроля за исполнением решений центральных органов партии ЦК КПРФ избирает секретариат, подотчётный президиуму.
Состав президиума ЦК КПРФ, избранный 5 июля 2025 года на пленуме ЦК:
- Зюганов Геннадий Андреевич, председатель ЦК;
- Мельников Иван Иванович, первый заместитель председателя ЦК;
- Афонин Юрий Вячеславович, первый заместитель председателя ЦК;
- Калашников Леонид Иванович заместитель председателя ЦК;
- Кашин Владимир Иванович, заместитель председателя ЦК;
- Новиков Дмитрий Георгиевич, заместитель председателя ЦК;
- Аниховский Станислав Эдуардович;
- Арефьев Николай Васильевич;
- Васильев Николай Иванович;
- Дробот Мария Владимировна;
- Ивачев Александр Николаевич;
- Камнев Георгий Петрович;
- Клычков Андрей Евгеньевич;
- Коломейцев Николай Васильевич;
- Комоцкий Борис Олегович;
- Коновалов Валентин Олегович
- Кононенко Роман Игоревич;
- Локоть Анатолий Евгеньевич;
- Обухов Сергей Павлович;
- Тайсаев Казбек Куцукович;
- Харитонов Николай Михайлович;
- Царихин Виктор Алексеевич.

Также в партии имеется высший контролирующий орган — Центральная контрольно-ревизионная комиссия (ЦКРК) КПРФ. ЦКРК избирается съездом на тайном голосовании. Данная структура осуществляет контроль за соблюдением членами и структурными подразделениями КПРФ устава. Также данный орган занимается рассмотрением апелляций членов КПРФ на те или иные решение вышестоящих органов. Председатель ЦКРК — Николай Иванов.

### Международное сотрудничество
Партия поддерживает связи с международной партией Европейские левые, но не является её членом, а также с Коммунистической партией Китая.

### Партия и СМИ
Партийная печать — газета «Правда», более 30 региональных изданий, внутренний «Вестник организационно-партийной и кадровой работы», журнал «Политическое просвещение». В 1990—2000-х годах издавался еженедельник «Правда России» и дружественным было радио «Резонанс».
Крупнейшая дружественная газета — «Советская Россия», до 2004 года дружественна была газета «Завтра». В наиболее тиражных печатных СМИ, на ТВ и основных радиостанциях КПРФ с момента основания представлена скупо, хотя и не без колебаний.
В учебниках по истории и в большинстве СМИ не упоминается, например, отмена Конституционным судом РФ ряда положений указа Ельцина Б. Н. о запрете КП РСФСР (что видно из сравнения и), иск о фальсификации выборов в 2003 году.
С 2015 года начал своё вещание «Красная линия» — круглосуточный общественно-политический телеканал, действующий при поддержке КПРФ и предлагающий зрителям альтернативную картину дня, взгляд на события в стране с точки зрения трудящегося человека.

## Доходы и расходы КПРФ
КПРФ в 1990-е — 2000-е годы отличалась от других политических партий постсоветской России тем, что более значительную часть доходов получала от членских взносов и добровольных пожертвований партийцев. В 1995—1996 годах КПРФ заработала 3 млрд 493 млн руб., из которых на долю членских взносов пришлось около 10 %. В 2001 году членские взносы составили 55,1 % доходов КПРФ. Однако затем доля членских взносов в бюджете партии стала падать. В 2000-е годы руководство КПРФ приняло ряд мер по увеличению собираемости партийных взносов. В 2005 году в КПРФ был введён «партмаксимум» — каждый, кто избран от партии в органы власти, должен отчислять в КПРФ 10 % своего дохода. В 2006 году была поставлена задача собирать с каждого партийца не менее 20 рублей ежемесячно, причём это удалось выполнить: если в 2005 году в среднем один партиец платил 13,5 руб. в месяц, то в 2007 году уже 23 руб. в месяц. Кроме того, КПРФ по сравнению с другими партиями, смогла добиться того, что добровольные пожертвования физических лиц в отдельные годы превышали пожертвования юридических лиц. Например, в 2009 году пожертвования физических лиц в КПРФ составили 15,7 % доходов КПРФ, а взносы юридических лиц только 5,4 %. Причём доля доходов КПРФ от пожертвований физических лиц в 2009 году превысила аналогичные показатели других «парламентских» партий.
Тем не менее, перед избирательными кампаниями в Государственную думу 1990-х — начала 2000-х годов КПРФ приходилось привлекать средства крупного бизнеса. Например, основным спонсором партии на выборах в Государственную думу 2003 года был Михаил Ходорковский, предоставивший КПРФ 20 млн долларов. Тогда депутатами от КПРФ стали члены руководимого Ходорковским ЮКОСа С. Муравленко и А. Кондауров.
В 2008 году деятельность КПРФ примерно на 41 % была профинансирована из федерального бюджета, а в 2009 году государственное финансирование составило уже около 54 % доходов партии. Согласно отчётному докладу ЦКРК КПРФ на XIII съезде партии, за 10 месяцев 2008 года общая сумма поступлений составила 148 миллионов рублей, в том числе 8 миллионов рублей отчислений членских взносов, 36 миллионов рублей — добровольные пожертвования и 106 миллионов рублей — бюджетное финансирование за голоса избирателей, полученные КПРФ на думских и президентских выборах.
Расходы КПРФ в 2008 году составили тоже 148 миллионов рублей, из них 81,5 млн потрачено на проведение выборных кампаний, 31,5 млн — на издание печатной продукции и газету «Правда», а 23 млн рублей на приобретение недвижимости, которая теперь имеется у партии в 22 регионах. 19 октября 2008 года лидер КПРФ Геннадий Зюганов обратился к гражданам России с просьбой материально поддержать партию в реализации её программных целей.
С 2009 года КПРФ почти полностью перешла на государственное финансирование. В 2000-е годы доля прямого государственного финансирования (введённого в 2004 году) в доходах КПРФ была небольшой — 6,2 % в 2004 году, 8,3 % в 2007 году. Однако в 2009 году государственное финансирование составило 53,6 % доходов КПРФ. Основную долю доходов КПРФ в 2015 году составило государственное финансирование (за полученные на выборах голоса избирателей) — 89,4 % доходов и только 6,4 % членские взносы. Такая структура доходов в 2015 году характерна для всех российских «парламентских партий». В 2018 году было введено финансирование из федерального бюджета общественных организаций (партийных проектов), созданных «парламентскими» партиями. В 2019 году такое финансирование получил проект КПРФ «Лидерские проекты».
В 2015 году КПРФ получила 1 550 366,8 тыс. руб. (второе место среди политических партий России), а потратила 1 458 736,1 тыс. рублей.
Структура расходов КПРФ в 2015 году была следующей:
- Содержание руководящих органов партии — 22,4 %;
- Содержание региональных отделений — 36,5 %;
- Перечисления в избирательные фонды — 4,8 %;
- Агитационно-пропагандистская деятельность (учреждение и содержание собственных СМИ, информагентств, типографий, учебных заведений, а также выпуск агитационно-пропагандистских материалов) — 30,4 %;
- Публичные мероприятия, съезды, собрания и тому подобное — 4,8 %
- Другие расходы — 1,1 %.

В 2015 году КПРФ значительно превосходила другие парламентские партии по доле расходов на содержание центрального партийного руководства. На эти цели КПРФ потратила в 2015 году 22,4 % всех расходов, в то время как «Единая Россия» — 13,2 %, ЛДПР — 1,9 %, «Справедливая Россия» — 15,9 %. Также КПРФ из всех парламентских партий потратила наименьшую (относительную) долю расходов на финансирование избирательных кампаний своих членов и сторонников — 4,8 % от расходов («Единая Россия» — 8,5 %, ЛДПР — 10,3 %, «Справедливая Россия» — 13,0 %).

## История партии
КПРФ образована на II чрезвычайном съезде коммунистов России (13—14 февраля 1993 года) в Клязьминском пансионате (в Подмосковье) как восстановленная Коммунистическая партия Российской Советской Федеративной Социалистической Республики. КП РСФСР, в свою очередь, была создана в Союзе Советских Социалистических Республик (СССР) в июне 1990 года как объединение членов КПСС в РСФСР с целью установления подлинного государственного, политического и экономического суверенитета РСФСР в составе СССР на основе нового Союзного договора, необходимостью консолидации общества, преодоления кризисной ситуации в экономике, духовной сфере и экологии республики, разработки оптимального пути перехода к регулируемой рыночной экономике. Деятельность КП РСФСР была приостановлена Указом Президента РСФСР Б. Н. Ельцина от 23 августа 1991 года № 79 «О приостановлении деятельности Коммунистической партии РСФСР», а затем прекращена Указом Президента от 6 ноября 1991 года № 169, возможность восстановления её руководящих структур в прежнем виде исключило постановление Конституционного суда РФ № 9-П от 30 ноября 1992 года. Неконституционным признан роспуск оргструктур первичных парторганизаций, образованных по территориальному принципу. 5 июня 1993 года пленум ЦИК КПРФ принял решение об ассоциированном членстве в СКП-КПСС.
Устав КПРФ гласит, что «образованная по инициативе коммунистов, первичных организаций КП РСФСР и КПСС, Коммунистическая партия Российской Федерации продолжает дело КПСС и КП РСФСР, являясь их идейным преемником». В принятой XIII съездом новой редакции программы также отмечается, что «КПРФ ведёт свою родословную от РСДРП — РСДРП(б) — РКП(б) — ВКП(б) — КПСС — КП РСФСР» и, «продолжая дело КПСС и КП РСФСР, является их правопреемницей на территории Российской Федерации». «КПРФ является членом Союза коммунистических партий — Коммунистической партии Советского Союза (СКП — КПСС), считает его укрепление важнейшим политическим условием воссоздания на добровольной основе Союзного государства и на этой базе образования единой Коммунистической партии».

### Съезды и конференции КПРФ

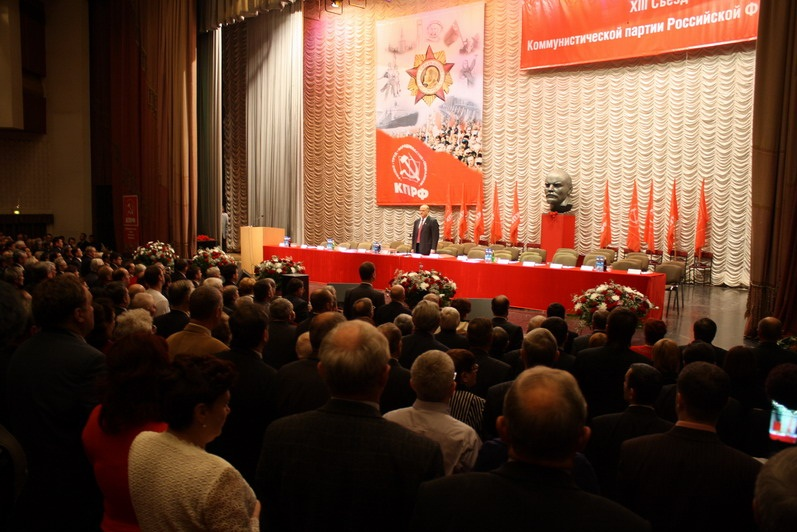
XIII (13) съезд КПРФ. Москва, концертный зал «Измайлово», 29 ноября 2008 г.

- I (учредительный) съезд КП РСФСР (20—23 июня, 5 и 6 сентября 1990 года, Москва).
- II (чрезвычайный) съезд КП РСФСР, Партия переименована в КПРФ (13—14 февраля 1993 года, Клязьминский пансионат, Подмосковье) — его называют ещё объединительно-восстановительным, так как в соответствии с решением Конституционного Суда отменён запрет Ельцина на первичные организации — партячейки КП РСФСР, КПРФ структурировалась как партия, созданная на базе этих первичных организаций, и предполагалось объединение с партиями, возникшими в 1991—1992 гг. на членской базе КПСС и КП РСФСР. Съезд избрал ЦИК (центральный исполнительный комитет) в составе 148 человек. Также организаторы съезда планировали ввести посты сопредседателей во главе с бывшим первым секретарём ЦК КП РСФСР — Валентином Купцовым. Однако генерал Макашов выступил резко против данного развития события и потребовал избрания Г. А. Зюганова единоличным председателем партии[55].
  - I всероссийская конференция КПРФ (26 октября 1993 года, Москва) — выдвижение кандидатов в депутаты Государственной Думы I созыва. Конференция поручила кандидатам, которые будут избраны в неё, бороться за восстановление конституции 1978 года и правового режима, существовавшему согласно ей. Важным этапами деятельности в период после конференции стали содействие избранию Ивана Рыбкина на пост председателя Государственной Думы, голосование за амнистию членов ГКЧП и участников событий октября 1993 года[55].
  - II всероссийская конференция КПРФ (23—24 апреля 1994 года, Москва) — вступление КПРФ в СКП-КПСС.
- III съезд КПРФ (21—22 января 1995 года, Москва) — принятие программы КПРФ.
  - III всероссийская конференция КПРФ (26 августа 1995 года) — выдвижение кандидатов в депутаты Государственной Думы II созыва.
  - IV всероссийская конференция КПРФ (15 февраля 1996 года) — выдвижение кандидатом в Президенты РФ Г. А. Зюганова.
- IV съезд КПРФ (19—20 апреля 1997 года, Москва).
- V (внеочередной) съезд КПРФ (23 мая 1998 года, Москва).
- VI съезд КПРФ (4 сентября, 21 сентября 1999 года, 15 января 2000 года, Москва) — выдвижение кандидатов в депутаты Государственной Думы III созыва, выдвижение кандидатом в Президенты РФ Г. А. Зюганова.
- VII съезд КПРФ (2, 3 декабря 2000 года, Москва).
- VIII (внеочередной) съезд КПРФ (19 января 2002 года, Москва) — преобразование КПРФ из общественного объединения в политическую партию в соответствии с требованиями законодательства.
- IX (внеочередной) съезд КПРФ (6 сентября, 28 декабря 2003 года, Москва) — выдвижение кандидатов в депутаты Государственной Думы IV созыва, выдвижение кандидатом в Президенты РФ Н. М. Харитонова[56].
- X съезд КПРФ (3 июля 2004 года, Москва)[57].
- XI (внеочередной) съезд КПРФ (29 октября 2005 года, Москва)[58].
- XII съезд КПРФ (22 сентября 2007 года, Москва; 15 декабря 2007 года, Подмосковье) — выдвижение кандидатов в депутаты Государственной Думы V созыва, выдвижение кандидатом в Президенты РФ Г. А. Зюганова[59].
- XIII съезд КПРФ (29—30 ноября 2008 года, Москва) — принятие новой редакции программы КПРФ[60].
- XIV съезд КПРФ (24 сентября, 17 декабря 2011 года, Подмосковье) — выдвижение кандидатов в депутаты Государственной Думы VI созыва, выдвижение кандидатом в Президенты РФ Г. А. Зюганова[61].
- XV съезд КПРФ (23, 24 февраля 2013 года, Москва)[62].
- XVI (внеочередной) съезд КПРФ (25 июня 2016 года)[63] — выдвижение кандидатов в депутаты Государственной Думы VII созыва,.
- XVII съезд КПРФ (27 мая, 23 декабря 2017 года) — выдвижение кандидатом в Президенты РФ П. Н. Грудинина[64][65]
- XVIII съезд КПРФ (24 апреля, 24 июня 2021 года)[66][67]
- XIX съезд КПРФ (5 июля 2025 года)[68].

### КПРФ и власть
Во время октябрьских событий 1993 года КПРФ однозначно высказалась в поддержку Верховного Совета РФ и и. о. президента РФ Руцкого А. В., однако её оргструктуры участия в событиях 3—4 октября не принимали. До этих событий, в 20-х числах сентября, Г. А. Зюганов призвал своих сторонников выйти на улицу в знак протеста против указа № 1400. Когда же, по мнению КПРФ, исход дела стал ясен, то для предотвращения бессмысленных жертв, после 2 октября позиция была изменена и Г. А. Зюганов обратился (через телевидение) с просьбой отказаться от активных выступлений. Как он сказал позднее, если бы его рекомендации были бы выполнены, то кровопролития можно было бы избежать. По итогам событий деятельность КПРФ вновь была приостановлена 4—21 октября 1993 года.
Затем КПРФ хотели снять с выборов в Государственную Думу I созыва за «критику проекта Конституции»; Ельцин потребовал от них «не трогать» Конституцию, а первый вице-премьер правительства Шумейко (один из лидеров «Выбора России») потребовал, чтобы КПРФ в числе других оппозиционных партий не была допущена к выборам — чего, однако, делать не стали.
С 1993 года по сегодняшний день КПРФ имеет представительство в органах власти. Победив на губернаторских выборах с середины 1990-х годов во многих регионах, КПРФ образовала т. н. «красный пояс» (группу регионов с высоким уровнем поддержки своих представителей). Так, в 1996—1997 годах представители и выдвиженцы КПРФ возглавили несколько российских регионов: Брянская область (Ю. Лодкин), Воронежская область (И. Шабанов), Тульская область (В. Стародубцев), Рязанская область (В. Любимов), Амурская область (А. Белоногов), Ставропольский край (А. Черногоров) и др.
Также КПРФ имела свою фракцию во всех существующих составах Государственной думы. В 1998—1999 годах представитель партии Юрий Маслюков был первым вице-премьером в правительстве Е. Примакова.
- Фракция КПРФ в Государственной думе I созыва
- Фракция КПРФ в Государственной думе II созыва
- Фракция КПРФ в Государственной думе III созыва
- Фракция КПРФ в Государственной думе IV созыва
- Фракция КПРФ в Государственной думе V созыва
- Фракция КПРФ в Государственной думе VI созыва
- Фракция КПРФ в Государственной думе VII созыва
- Фракция КПРФ в Государственной думе VIII созыва

26 октября 1993 года на I конференции КПРФ был выдвинут общефедеральный предвыборный список кандидатов в депутаты Государственной Думы первого созыва. По результатам голосования 12 декабря 1993 года список КПРФ занял третье место после ЛДПР и «Выбора России». КПРФ получила 6 666 402 голоса (12,40 %), что дало ей 32 мандата, кроме того, 10 кандидатов от КПРФ прошли в одномандатных округах.
26 августа 1995 года на III конференции КПРФ были сформированы списки кандидатов в Государственную Думу второго созыва. На выборах 17 декабря 1995 список КПРФ занял первое место, получив 15 432 963 голоса (22,30 %). КПРФ получила 157 мандатов (99 мандатов по пропорциональной системе и 58 мандатов по одномандатным округам).
На всероссийской конференции КПРФ 15 февраля 1996 года была поддержана кандидатура Г. Зюганова на пост президента России. В феврале — марте 1996 года для поддержки Зюганова был сформирован Блок народно-патриотических сил во главе с КПРФ.
В марте 1996 года, после принятия Госдумой постановления о признании недействительным Беловежского соглашения в части прекращения существования СССР, Ельцин поручил подготовить указы о роспуске Думы, о переносе выборов президента и о запрете КПРФ. Однако Анатолий Чубайс убедил Ельцина отказаться от реализации этих планов. В первом туре выборов 16 июня 1996 года Зюганов получил 24 211 790 голосов, или 32,04 % (второе место после Ельцина — 35,28 %), во втором туре 3 июля 1996 года — 30 113 306 голосов, или 40,31 % (Ельцин — 53,82 %). Несмотря на отсутствие доступа к телевидению во время избирательной кампании, уже на следующий день после выборов Г. Зюганов признал своё поражение и официально поздравил Б. Ельцина с победой.
Летом 1998 года думская фракция КПРФ с союзниками начала процедуру отрешения президента Ельцина от должности. Ельцину было предъявлено пять обвинений: (1) подготовка, заключение и реализация
Беловежских соглашений, повлёкших разрушение СССР и ослабление Российской Федерации, (2) совершение государственного переворота в сентябре — октябре 1993 года, (3) развязывание военных действий на территории Чеченской Республики в 1994—1996 годах, (4) ослабление обороноспособности и безопасности Российской Федерации и (5) геноцид российского народа. Однако в ходе голосования депутатов в 1999 году ни один из пунктов обвинения не набрал необходимых 300 голосов (кроме того, для прекращения полномочий Ельцина требовалось ещё и решение Совета Федерации). По словам Зюганова, Госдуме не удалось добрать 17 голосов из-за позиции депутатов ЛДПР, однако «свою роль эта борьба сыграла. Реальный импичмент состоялся, что привело к досрочной отставке Ельцина и сложению им своих полномочий спустя несколько месяцев».
11 апреля 2006 года председатель ЦК КПРФ Геннадий Зюганов подписал постановление о взаимоотношении структур КПРФ и органов власти, одобренное президиумом ЦК КПРФ. В документе говорится о необходимости усилить контроль за контактами членов КПРФ с властью и обеспечить прозрачность таких переговоров. Необходимость таких мер объясняется появившейся тенденцией к «приспособленчеству и политическому предательству» представителей КПРФ, получивших в свои руки власть.
Имелись в виду, прежде всего, губернаторы Курской области Александр Михайлов (вышедший из КПРФ в 2004 году и перешедший в «Единую Россию») и Краснодарского края Александр Ткачёв (в 2003 году он, будучи членом КПРФ, возглавил региональный список «Единой России» на выборах в Госдуму, за что был исключён из КПРФ). На апрель 2006 года в КПРФ оставались лишь губернаторы Владимирской, Волгоградской и Камчатской областей — Николай Виноградов, Николай Максюта и Михаил Машковцев. Согласно принятому постановлению, члены КПРФ, избираемые в местные органы власти, должны регулярно отчитываться перед местными отделениями КПРФ. Руководители КПРФ, со своей стороны, обязаны извещать рядовых членов о своих контактах с представителями российской власти — членами правительства и президентом.
Впоследствии Машковцев подал в отставку. Максюта, по одним данным, вышел из КПРФ, однако в самой КПРФ факт выхода отрицают. Виноградов приостановил членство в связи с «конкретной ситуации в области, которая для коммуниста Виноградова неблагоприятна». В начале 2010 года в отставку ушёл Максюта, с тех пор единственным губернатором, сохраняющим связь с КПРФ, стал Виноградов, у которого срок исполнения полномочий окончился в 2013 году, после чего эпоха губернаторов от КПРФ временно окончилась.
Однако уже в феврале 2014 года президент РФ Владимир Путин назначает на пост врио губернатора Орловской области члена КПРФ Вадима Потомского, одерживающего победу на выборах губернатора, при этом «Единая Россия» не выдвигала кандидата, а поддержала Потомского, тем самым у КПРФ снова появился губернатор, являющийся членом этой партии. В 2015 году победу на выборах губернатора Иркутской области во втором туре одерживает Сергей Левченко. В 2017 году вместо Потомского врио губернатором Орловской области назначили члена КПРФ Андрея Клычкова, который также, как и Потомский, с поддержкой «Единой России» одержал победу на выборах. На выборах главы Республики Хакасия в результате безальтернативного повторного голосования победу одержал коммунист Валентин Коновалов. Таким образом на конец 2018 года у КПРФ имелось три руководителя субъектов РФ, входящих в состав партии. После ухода в отставку губернатора Иркутской области Сергея Левченко 12 декабря 2019 года число руководителей субъектов — членов КПРФ снизилось до двух. 8 апреля 2021 года врио губернатора Ульяновской области был назначен член ЦК КПРФ, сенатор Алексей Русских, что вновь увеличило число руководителей субъектов от КПРФ до трёх.

### Расколы в КПРФ

#### События 2002—2004 годов
В 2002 году после конфликта с думской фракцией «Единства» КПРФ решила освободить занимаемые руководящие должности в Госдуме. Спикер Думы Г. Селезнёв, председатели думских комитетов Н. Губенко и С. Горячева не подчинились этому решению и были исключены из фракции и партии. Николай Губенко вскоре восстановился в КПРФ.
В 2004 году после исключения из партии главы НПСР Г. Семигина оппозицию Геннадию Зюганову как руководителю КПРФ возглавил секретарь ЦК КПРФ, губернатор Ивановской области Владимир Тихонов. В результате 1 июня 2004 года в Москве прошли два XVI Пленума ЦК КПРФ, а 3 июля — два X съезда партии. Проведённый оппонентами Зюганова съезд Министерство юстиции позже признало нелегитимным. Владимир Тихонов вместе со своими сторонниками (С. Потапов, Л. Иванченко, Т. Астраханкина) был исключён из КПРФ, создал новую коммунистическую партию — Всероссийскую Коммунистическую партию будущего — и занял в ней пост председателя политбюро ЦК.
После раскола члены ВКПБ в своих программных выступлениях так пояснили причину произошедшего:

Наибольший вред коммунистическому движению России в её постсоветской истории, принесло прямое предательство интересов трудящихся целым рядом руководителей крупнейшей в России на тот момент партии. Прикрывшись социалистическими лозунгами, эти руководители на деле подменили коммунистическую идеологию на реакционную, не имеющую с социализмом ничего общего. Карл Маркс назвал подобную идеологию, в которой смешаны идеи пещерного социализма и религии, патриархальная риторика и националистические установки — «реакционным социализмом». Это течение, разоблачая очевидные проблемы сегодняшнего криминального капитализма, ищет, в то же время, свой идеал в патриархальности. Его ориентиры — слияние «белого» и «красного», «общинность, соборность, народность», великодержавность, отказ от интернационализма, заигрывание с церковью. Их идеологическая опора — традиции славянофильства, русских религиозных и белоэмигрантских философов. Играя на оскорблённых социальных и национальных чувствах русского народа, это направление серьёзно дискредитирует коммунистическое движение и создаёт питательную почву для заражения его национал-коммунизмом.

Несмотря на подчёркивание марксистско-ленинской идеологии в программе ВКПБ, аналитики считали эту партию «кремлёвским проектом» олигарха Семигина с целью раскола коммунистической оппозиции в России. Однако этот план потерпел неудачу. В июле 2005 года ВКПБ лишилась регистрации.

#### События 2008—2011 годов
В сентябре 2008 года на партийной конференции городской организации КПРФ Санкт-Петербурга член президиума ЦК Святослав Сокол не был избран в горком и делегатом XIII съезда партии, не был рекомендован в ЦК. После этого ЦКРК КПРФ во главе с В. С. Никитиным обвинила руководство горкома в формировании фракционной идеологии и нарушении норм устава КПРФ при подготовке и проведении городской отчётно-выборной конференции, и предложила Президиуму ЦК распустить горком, и отменить полномочия делегатов на съезд. 13 ноября 2008 года Президиум ЦК принял данное решение 8 голосами против 6 (зампред ЦК КПРФ И. И. Мельников, А. К. Фролов, Б. С. Кашин, В. А. Купцов, О. А. Куликов, С. Н. Решульский). В числе проголосовавших «За» был сам С. Сокол.
Таким образом, впервые за всю историю партии, начиная от РСДРП(б), делегаты от Санкт-Петербурга не попали на съезд. Своё возмущение роспуском горкома Б. С. Кашин выразил в статье «Контрольный выстрел перед съездом».

…Президиум создал Организационный комитет по проведению новой конференции под руководством В. Ф. Рашкина, Ю. П. Белова и В. С. Романова. В. И. Фёдорову было предложено передать дела Оргкомитету. Решение было принято после острой дискуссии. В выступлениях подчёркивалось, что, встав на такой путь, Президиум превышает свои полномочия и безосновательно ставит под сомнение волеизъявление ленинградских коммунистов. Минимальный перевес в голосах (8 на 6) был достигнут не только за счёт давления на членов Президиума. Сработал ещё один фактор, объединивший большинство: главным проступком, а может быть, и личным оскорблением со стороны В. И. Фёдорова ряд участников заседания посчитал невыполнение рекомендации Центра об избрании члена Президиума ЦК КПРФ С. М. Сокола членом горкома КПРФ и делегатом XIII съезда партии. Наиболее чётко эту мысль выразил один из членов Президиума, вспомнивший о своей работе в орготделе ЦК КПСС. По его словам, в то время «после таких ошибок на работе не оставляли».

Летом 2009 года на пленуме ЦК КПРФ была рассмотрена апелляция исключённых членов КПРФ. По словам В. И. Фёдорова открытым голосованием 30 членов ЦК (из 140 присутствовавших) было принято решение дискуссию по данному вопросу не открывать. Пленум проголосовал за отклонение апелляций. На XXXIV Съезде СКП-КПСС председатель КРК СКП-КПСС А. В. Свирид охарактеризовал действия исключённых, как «показательную спецоперацию агентуры буржуазии», указав, что настоящие коммунисты могли бы также обратиться «в контрольно-ревизионную комиссию СКП-КПСС за защитой».
Данные события широко обсуждались внутри партии, в частности на форуме сайта МГК КПРФ. 24 января 2009 года Председатель ЦКРК В. С. Никитин представил эти обсуждения, как «факт координации действий фракционной группы уже в рамках трёх Интернет-сайтов: лжесайта КПРФ, руководимого Барановым, лжесайта „Коммунисты Санкт-Петербурга“ и форума официального сайта московского горкома КПРФ Comstol.ru.». 27 января 2009 года постановлением Бюро МГК КПРФ форум был приостановлен «по техническим причинам», «вплоть до особого решения». Особое решение состоялось через год, 15 февраля 2010 года, когда было решено сайт comstol.ru заменить редиректом на moskprf.ru, а Первому секретарю МГК КПРФ В. Д. Уласу был объявлен выговор за «противодействие борьбе ЦКРК с нарушителями программных установок». 12 мая 2010 года, события получили дальнейшее развитие: В. Д. Улас был снят с поста секретаря МГО КПРФ, а всё бюро МГК было распущено. Сторонники ранее снятого В. Фёдорова заявили, что «Президиум ЦК КПРФ, разгоняя законно избранное московскими коммунистами бюро горкома, грубо нарушил Устав».
4 июля 2010 года ЦК КПРФ опубликовал постановление о роспуске Московского городского комитета КПРФ. Были также распущены все окружные и часть старых районных отделений КПРФ в Москве, вместо которых были образованы новые, более крупные. Все решения о выборе делегатов на конференцию в Москве, принятые этими организациями, также были отменены. Противники этой реорганизации объявили о фальсификации пленума ЦК, а 17 апреля 2011 года 43-я чрезвычайная конференция Московского городского отделения КПРФ, собранная по инициативе более трети членов организации, выразила недоверие высшему руководству партии. Отдельные участники конференции указывали, что на мероприятии не было кворума, а подписные листы в поддержку инициативы членов КПРФ о проведении конференции не были переданы в ЦК КПРФ, что «даёт Зюганову право признать конференцию нелегитимной». В заявлении, принятом конференцией, указывалось на антиуставные действия Президиума ЦК и Оргкомитета ЦК по МГО КПРФ при проведении отчётной кампании, на необоснованные роспуски Бюро и Городского комитета, исключения из партии отдельных коммунистов. «Погром МГО КПРФ, — отмечалось в заявлении, — последовал за аналогичными действиями в отношении Ленинградской, Челябинской, Красноярской, Ставропольской и ряда других организаций». Конференция сформировала альтернативный состав городского комитета КПРФ; были избраны секретари МГК (Первым секретарём стал Лакеев), КРК (председатель С. В. Никитин) и Бюро МГК КПРФ в составе 14 человек, в число которых вошёл Е. К. Лигачёв. Признаваемый центральными органами Московский городской комитет во главе с Рашкиным В. Ф. объявил все решения и документы данной конференции недействительными, а также постановил исключить из КПРФ некоторых участников конференции. Сторонники ЦК КПРФ характеризовали избранный на конференции 17 апреля 2011 г. состав горкома как неуставный и представляющий меньшинство московских членов партии. Достичь компромисса между партийцами Москвы и руководством КПРФ не удалось, и в 2013 году МГО КПРФ приступил к созданию самостоятельной партии, которая получила название Объединённой коммунистической партии (ОКП). Проведение учредительного съезда ОКП (15 марта 2014 года) поставило точку в истории противостояния ЦК и альтернативного МГО КПРФ.
На заседании Президиума ЦК КПРФ от 12 мая 2010 г., параллельно с роспуском бюро МГК, был также снят с поста первый секретарь Челябинского обкома Горбачёв В. И., и первый секретарь Магнитогорского горкома Ковалёв А. Ф. В постановлении снятие мотивировано поддержкой члена Генсовета партии «Единая Россия» при утверждении в Челябинском заксобрании кандидатуры на должность губернатора области, при этом известен аналогичный случай поддержки региональными депутатами от КПРФ губернатора Мишарина. Также в постановлении указаны недостатки внутрипартийной работы. Сами сторонники снятых секретарей мотивировали действия Президиума ЦК КПРФ отказом в поддержке бизнесмена В. Кумина и утверждали, что к последующим выборам секретаря не допустили часть делегатов.
С финансовой точки зрения «чистки» двух региональных отделений КПРФ не оказали почти никакого влияния на партию. Как отмечает Ю. Г. Коргунюк, при значительном объёме государственного финансирования, получаемого КПРФ, те деньги, которые перечисляли московское и ленинградское отделения, не превышали 1 % доходов КПРФ.

#### События 2013 года
27 марта из КПРФ вышли 14 членов Приволжского районного отделения в Татарстане, по причине перерождения, с их точки зрения, верхушки партии. 13 апреля Казанское городское отделение ТРК КПРФ на конференции приняло решение в полном составе покинуть партию по причине «полного отхода КПРФ от идейно-теоретических, морально-нравственных и методологических основ марксизма-ленинизма» и создать «Союз коммунистов».
25 апреля 2013 г. в городе Саратов, в основном члены Октябрьского районного отделения члены КПРФ, возмущённые политикой руководства КПРФ, которую они сочли антикоммунистической, собрались для обсуждения нынешнего положения дел в Саратовском городском отделении и партии в целом. В итоге было принято решение временно создать Саратовский городской комитет КПРФ-А (альтернативный). Изначально было принято решение соблюдать Устав КПРФ 1998 года в текущей редакции. Часть участников затем осталась в КПРФ, другие были исключены из партии и сформировали саратовское областное отделение партии «Коммунисты России»

### КПРФ в 2004—2007 годах
В 2004 году лидер партии Г. А. Зюганов заявил о том, что КПРФ должна быть готова к тактическому союзу с «либералами». В основу предлагалось положить
принцип «врозь идти, вместе бить».
Тем не менее, создание такого союза было затруднено в связи с расхождением по таким вопросам, как вынос тела Ленина из мавзолея, разность позиции по реабилитации Сталина. В апреле 2005 года общество «Мемориал» выпустило обращение о том, что набирает силу кампания по реабилитации Сталина. В целом к 2007 году в КПРФ начало складываться мнение, что союз с «либералами» является «соглашательством». При этом указывалось на предупреждение того же Сталина о том, что буржуазия всегда в таких случаях боролась против того, чтобы рабочие и крестьяне встали у власти, и делался вывод о том, что Каспаров, Касьянов и прочие будут действовать в соответствии с этой же схемой.
Если в 1999 году партия насчитывала примерно полмиллиона членов, то на июньском (2006) пленуме ЦК КПРФ Геннадий Зюганов констатировал, что партия насчитывает лишь 184 тысячи членов, объединённых в 14,7 тысячи первичных и 2,4 тысячи местных отделений. При этом 48 % партийцев старше 60 лет, 43 % в возрасте от 30 до 60, и лишь 7 % моложе 30 лет. Лидеры партии признают, что основными проблемами партии являются пополнение партийных рядов, их омоложение и подготовка кадрового резерва.
На прошедшем в сентябре 2006 года III Съезде Общероссийской общественной организации малого и среднего предпринимательства «ОПОРА России» Геннадий Зюганов ещё раз подтвердил, что принципиальная программная позиция КПРФ — многоукладная экономика и что КПРФ поддерживает всякий производительный труд. В его выступлении была подчёркнута готовность партии на поддержку малого бизнеса в противовес крупному капиталу и коррумпированному чиновничеству.
На этом фоне участились внешнеполитические акции КПРФ, совпадающие с линией российского руководства — одной из последних стала поддержка Ливана в ходе ливано-израильского конфликта 2006 года, осуждение действий США в Ираке, расширение контактов с Коммунистической партией Китая.
В то же время имелись случаи отказа членов партии от совместных протестных действий с другими представителями оппозиции — в частности, они не стали участвовать в конференции «Другая Россия» (проводившейся в преддверии саммита «Большой восьмёрки» летом 2006). С другой стороны, есть мнение, что участию в Российском социальном форуме помешали власти.

### КПРФ в 2008—2011 годах
После ухода Путина с поста президента и назначения его премьер-министром, КПРФ подвергла критике работу его правительства в условиях экономического кризиса. В октябре 2009 года в постановлении IV Пленума ЦК КПРФ, в частности, говорилось: «правящая группировка России <…> больше всего озабочена спасением своей классовой опоры — финансовой олигархии. На развитие обрабатывающей промышленности и сельского хозяйства, на поддержку науки, образования, здравоохранения и культуры выделяются явно недостаточные средства. Власть продолжает политику трёх „де“ — деиндустриализации, депопуляции и дебилизации нашей страны». Геннадий Зюганов заявил, что «правительство, которое возглавляет Путин, не соответствует сложности проблем, возникших в ходе кризиса. Там очень много „огрызков“ от ельцинской команды, приверженцев либерального экономического курса».
Вместе с тем КПРФ одобрила ряд действий власти в сфере внешней политики. В 2008 году после войны в Грузии КПРФ поддержала линию руководства России, одобрив военные действия и признание Южной Осетии и Абхазии. 8 июля 2009 года на встрече с президентом США Бараком Обамой Зюганов заявил, что у возглавляемой им оппозиции «есть разногласия с действующей в России властью по внутренней политике, но что касается внешней, то здесь совпадение мнений почти полное — КПРФ выступает категорически против расширения НАТО, против размещения американской ПРО в странах Восточной Европы».

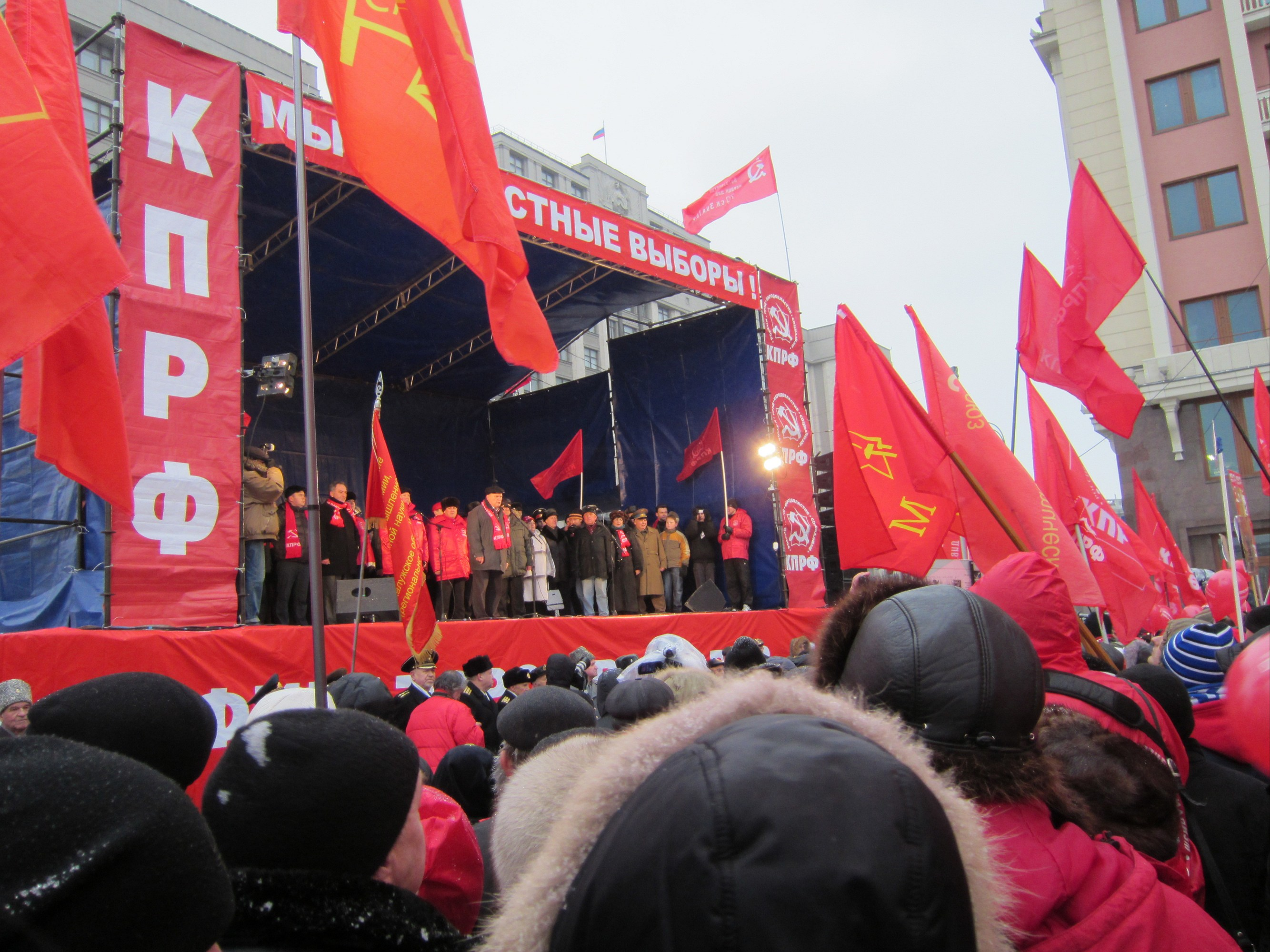
Митинг КПРФ на Манежной площади в Москве. 18 декабря 2011 г.

В связи со 140-летием со дня рождения Ленина КПРФ объявила «Ленинский призыв» по приёму в партию новых членов.
КПРФ выступила против принятия закона «О полиции» (в частности, против переименования милиции в полицию), против ратификации договора СНВ-3. Представители КПРФ выступали с заявлениями по поводу катынской проблемы, суда над Ходорковским, отношений с Беларусью.
Несмотря на оценку депутатами от фракции КПРФ нового закона «О страховых взносах в Пенсионный фонд РФ» как несправедливого ввиду установления суперрегрессивной шкалы страховых взносов и несмотря на их согласие с расчётами экономиста-математика, депутата от партии «Справедливая Россия» Оксаны Дмитриевой, «раскрывшей хитрость алгоритма пенсионных манипуляций», фракция КПРФ, по заявлению самой Оксаны Дмитриевой, проголосовала вместе с ЛДПР и «Единой Россией» за принятие данного закона.
В июне 2011 года после предложения Путина создать ОНФ КПРФ отказалось от участия в организации и заявило о создании собственного объединения — «Народного ополчения». В его состав вошёл ряд общероссийских и региональных общественных объединений.
В 2011 году, как и в других предвыборных периодах, КПРФ подняла тему русского вопроса, высказалась за признание за русскими статуса государствообразующего народа.
На предложение организаторов националистического мероприятия «Русский Марш» принять в нём участие официальные лица КПРФ ответили отказом, однако поддержали выдвинутые лозунги против «Единой России». Секретарь ЦК КПРФ С. П. Обухов заявил, что КПРФ проведёт свой «русский марш» 7 ноября.

### КПРФ в 2012—2016 годах
КПРФ принимала участие в акциях протеста против фальсификации выборов в России (2011—2012), однако лидер КПРФ — Геннадий Зюганов, по утверждению Игоря Лебедева, назвал, например, митинг на Болотной площади «оранжевой проказой». Член Президиума ЦК КПРФ Сергей Обухов отверг утверждения Лебедева, сообщив, что сказанная Зюгановым фраза была вырвана из контекста и относилась не к участникам митинга (среди которых были и представители КПРФ), а к некоторым из выступавших — таким, как Немцов и Касьянов. Как утверждает Геннадий Зюганов, он «всей душой с теми, кто нашёл в себе мужество и вышел на митинг сказать „нет“ этой власти».
Также КПРФ приняла очень активное участие в митингах, направленных против размещения транзитного пункта НАТО в Ульяновске, против вступления России в ВТО.
В Думе партия поддержала новый закон о политических партиях, однако подвергла его критике. Также проголосовала против во втором чтении и третьем чтении законодательной инициативы о прямых выборах губернаторов, так как посчитала идею законопроекта девальвированной из-за многочисленных барьеров и фильтров, устанавливаемых на пути выдвижения кандидатов. Также активно выступила против поправок в законодательство о митингах и шествиях, усиливших ответственность организаторов и участников за нарушение порядка на массовых акциях. После принятия этих поправок Думой (в основном голосами фракции «Единая Россия») КПРФ совместно со «Справедливой Россией» подала жалобу в Конституционный суд РФ. Также в 2013 году в пику государственной РОИ начала действовать онлайн-платформа «Народная инициатива» для продвижения гражданских инициатив при условии, если они не противоречат Конституции РФ и программе партии. Порог, по достижении которого КПРФ обязывалась вносить соответствующее предложение в Государственную думу в виде законопроекта, был установлен в 20 000 голосов зарегистрированных пользователей ресурса. За 2013—2016 годы на сайте было размещено большое количество инициатив, но только три из них (на апрель 2016 года) набрали 20 тыс. голосов.
В 2014 году КПРФ поддержала аннексию Крыма Российской Федерацией и борьбу самопровозглашённых ДНР и ЛНР против новых властей Украины. В связи с российской аннексией Крыма были образованы Крымский реском и Севастопольский горком КПРФ. 2 июня 2014 года лидер КПРФ Г. А. Зюганов заявил, что Россия должна признать ДНР и ЛНР независимыми государствами и начать направлять в Донбасс интербригады добровольцев для борьбы против правительства Украины, которое он назвал «киевской хунтой». В 2014—2016 годах КПРФ отправила из совхоза им. В. И. Ленина 55 гуманитарных конвоев в Донбасс. КПРФ поддержала создание коммунистических партий в ДНР и ЛНР. В 2015 году КПРФ объявила о поддержке военной операции России в Сирии.

### КПРФ в 2017—2019 годах

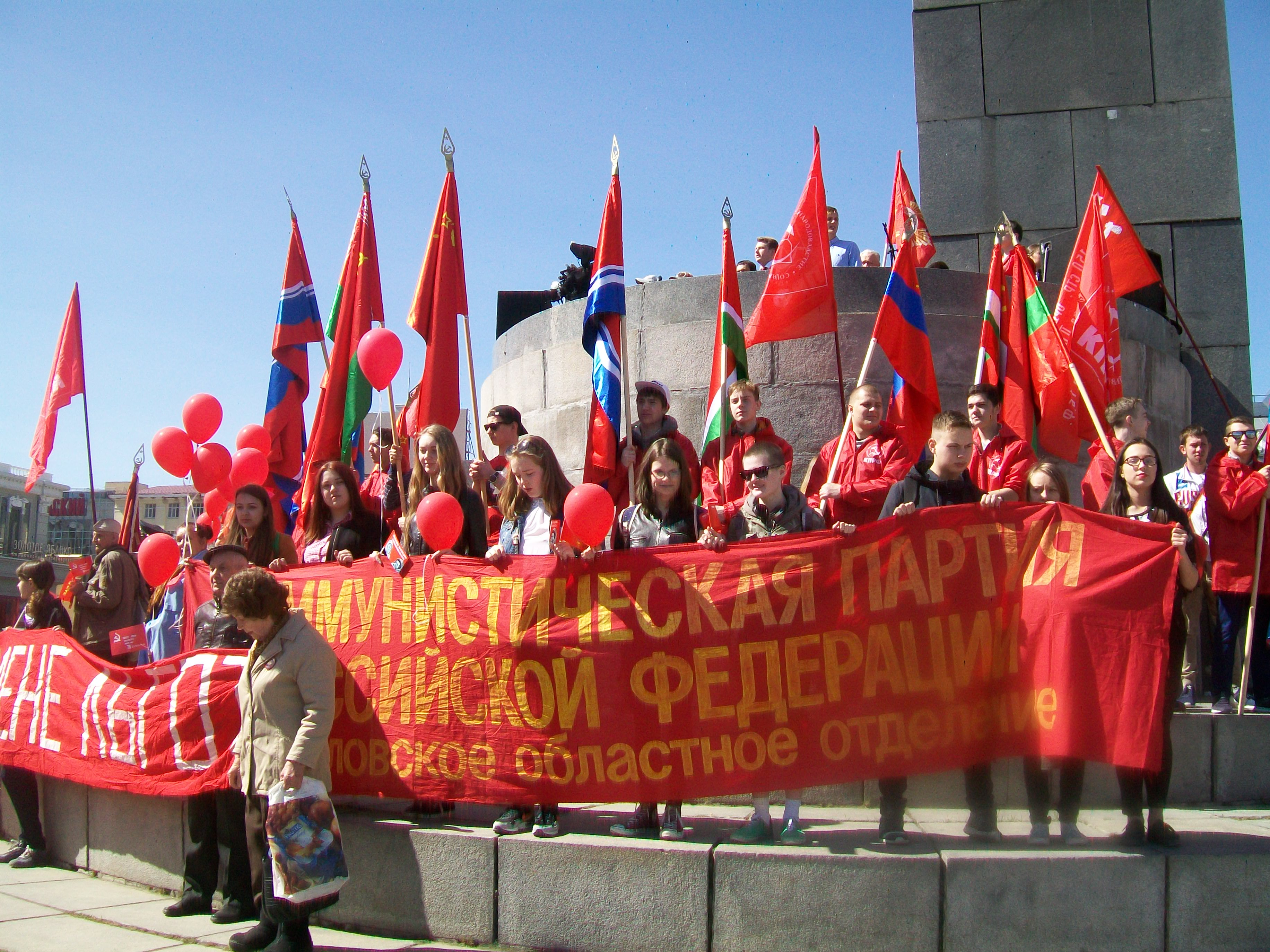
Первомайский митинг КПРФ с флагами республик СССР (Екатеринбург, 2017 год)

В марте 2017 года состоялся XVII съезд КПРФ, поддержавший кандидатуру Павла Грудинина на предстоящих президентских выборах.
Начиная с 1 августа 2018 года КПРФ активно собирает подписи граждан против пенсионной реформы и повышения пенсионного возраста.
Как отмечают некоторые исследователи (2019): «По социальному составу КПРФ является не партией рабочего класса (только 14 % её членов — рабочие), а скорее ностальгирующих по советским временам пенсионеров (43 % членов), которые также составляют многолетнюю устойчивую группу поддержки КПРФ».

### КПРФ в 2020—2021 годах
Хотя рядовые члены партии приняли активное участие в хабаровских протестах 2020 года и событиях 23 и 31 января 2021 года, руководство КПРФ во втором случае активно выступило в поддержку власти. Так, Геннадий Зюганов заявил в интервью «Свободной прессе»: «Насколько мне известно, акцию 23 января западные кураторы готовили заранее. В частности, был расписан сценарий с охватом 37 городов России, весьма похожий на другие „цветные“ сценарии». Только Валерий Рашкин и Сергей Левченко публично выступили в поддержку выступлений (что, по некоторым данным, стало причиной их забаллотирования при избрании нового состава Президиума ЦК на XVIII съезде КПРФ в апреле того же года).
В марте 2020 года фракция КПРФ в Госдуме не поддержала поправку в Конституцию РФ об обнулении сроков пребывания Владимира Путина на посту президента.
В апреле-июне 2021 года состоялся XVIII съезд КПРФ.
По состоянию на 2021 год, КПРФ насчитывает 13945 первичных и 2384 местных отделений, численность партии остаётся неизменной, несмотря на приток новых кадров (в период с 2017 по 2021 год — 64203 человека). На 1 января 2021 года членами партии являлись 6,3 тыс. представителей творческой интеллигенции, 5,3 тыс. предпринимателей и 13,2 тыс. безработных граждан. Доля молодёжи составила 12 %, а людей старше 60 лет — свыше трети.
25 сентября 2021 года партия организовала протесты против предполагаемой фальсификации выборов в Государственную думу.
21 марта 2021 года КПРФ, совместно с «Левым фронтом», РКРП, движением «За новый социализм» и другими организациями, принял участие в митинге против введения QR-кодов в Тюмени. Митингующие выступали против QR-кодов и предлагали уголовную ответственность за их внедрение.
25 ноября 2021 тюменские коммунисты устроили несанкционированный митинг против QR-кодов перед заседанием областной думы. Депутата Тамару Казанцеву оштрафовали на 20 тысяч рублей за «несанкционированную акцию протеста», суд длился более 5 часов.

### КПРФ в 2022—2025 годах
24 февраля ЦК КПРФ поддержал вторжение России в Украину. При этом были случаи антивоенных выступлений среди депутатов региональных отделений, которые называли вторжение «империалистической войной».
Депутат Думы Владивостока Виктор Каменщиков стал одним из первых, кто вышел из КПРФ в знак протеста против позиции партии по российскому вторжению на Украину (он подал 27 февраля заявление о выходе из КПРФ из-за несогласия с руководством компартии, которое поддержало признание так называемых «ДНР» и «ЛНР» и вторжение в Украину. Каменщиков покинул РФ и после задержания на границе с Мексикой получил политическое убежище в США). Также за несколько часов до Каменщикова из КПРФ по той же причине вышел член якутского республиканского комитета партии Алвер Петров. «Считаю, что КПРФ пошла на сделку с режимом …и слилась воедино с власть имущими, которые жаждут имперских амбиций. Действуя под идеями некой священной борьбы против якобы украинских „бандеровцев и нацистов“ и подпитываясь ими, КПРФ является одним из инициаторов начала кровопролитной захватнической бойни в братской Украине», — написал в заявлении экс-однопартиец Каменщикова.
6 июля 2025 года съезд КПРФ принял резолюцию о признании ошибочным доклада Никиты Хрущева о культе личности Сталина на XX съезде КПСС.

## Участие в выборах и представительство в органах власти

### Выборы в Государственную думу
КПРФ участвовала во всех выборах в Государственную думу Российской Федерации, начиная с 1993 года. При этом партия в 2003, 2007 и 2011 годах использовала технологию «паровоз» (хотя и намного реже, чем «Единая Россия»), включая в свои партийные списки известных лиц, которые не собирались становиться депутатами, отказывались от мандатов сразу после избрания и вместо них в Государственной думе работали менее известные избирателям однопартийцы. В 2003 году от депутатских мандатов отказался 1 избранный кандидат от КПРФ, в 2007 году — 4 кандидата, в 2011 году — 8 кандидатов от этой партии.
В КПРФ сформировалась большая группа лиц, которых партия стабильно выдвигает в Государственную думу из раза в раз. 55 % кандидатов от КПРФ, выдвинутых на выборах в Государственную думу в 2016 году, ранее участвовали в выборах в Государственную думу одного или нескольких предыдущих созывов. По этому показателю КПРФ заметно опередила другие 13 партий, участвовавших в выборах в Государственную думу в 2016 году. Тот факт, что партия выдвигает одних и тех же кандидатов следует из таких данных. В 2016 году 28 % выдвинутых в Государственную думу кандидатов от КПРФ баллотировались в Государственную думу два раза — в 2007 и 2011 годах. У остальных партий этот показатель составлял до 17 %. Таким образом списки кандидатов от КПРФ обновляются меньше, чем от других партий. Кроме того, у КПРФ очень много пожилых кандидатов. В 2016 году 29 % кандидатов от КПРФ были старше 60 лет (второе место среди 14 партий). Подавляющее большинство кандидатов в депутаты Государственной думы (62 %) КПРФ являлись действующими депутатами различного уровня (наиболее высокий показатель среди всех политических партий, участвовавших в выборах).
| Выборы | Лидер            | Голосов    | %     | Мест       | +/-   | Место | Отношение к власти     |
| ------ | ---------------- | ---------- | ----- | ---------- | ----- | ----- | ---------------------- |
| 1993   | Геннадий Зюганов | 6 666 402  | 12,40 | 42 из 450  |       | 3-e   | Оппозиция              |
| 1995   | Геннадий Зюганов | 15 432 963 | 22,30 | 157 из 450 | ▲ 115 | ▲ 1-е | Оппозиция (1995—1998)  |
| 1995   | Геннадий Зюганов | 15 432 963 | 22,30 | 157 из 450 | ▲ 115 | ▲ 1-е | В коалиции (1998—1999) |
| 1995   | Геннадий Зюганов | 15 432 963 | 22,30 | 157 из 450 | ▲ 115 | ▲ 1-е | Оппозиция (1999)       |
| 1999   | Геннадий Зюганов | 16 196 024 | 24,29 | 113 из 450 | ▼ 44  | ▬ 1-е | Оппозиция              |
| 2003   | Геннадий Зюганов | 7 647 820  | 12,61 | 52 из 450  | ▼ 62  | ▼ 2-е | Оппозиция              |
| 2007   | Геннадий Зюганов | 8 046 886  | 11,57 | 57 из 450  | ▲ 6   | ▬ 2-е | Оппозиция              |
| 2011   | Геннадий Зюганов | 12 599 507 | 19,19 | 92 из 450  | ▲ 35  | ▬ 2-е | Оппозиция              |
| 2016   | Геннадий Зюганов | 7 019 752  | 13,34 | 42 из 450  | ▼ 50  | ▬ 2-е | Оппозиция              |
| 2021   | Геннадий Зюганов | 10 660 599 | 18,93 | 57 из 450  | ▲ 15  | ▬ 2-е | Оппозиция              |

На выборах в Государственную думу первого созыва в 1993 году партия набрала 12,4 % голосов (32 мандата по федеральному списку, 10 членов КПРФ — «одномандатников», во фракцию вошло 45 депутатов) и занимает 3 место в федеральном списке. Затем популярность партии возрастает, и в 1995 году на выборах в Госдуму второго созыва КПРФ занимает первое место в федеральном списке с 22,3 % процентами голосов (157 депутатских мандатов, во фракции осталось 115, остальные вошли в АПГ и группу «Народовластие»). На следующих парламентских выборах — в 1999 году КПРФ также завоёвывает первое место с 24,29 % голосов (113 мандатов, во фракции КПРФ осталось 90 человек, остальные перешли в АПГ). Эксперт Фонда Карнеги Андрей Рябов тогда отметит, что «за КПРФ голосует социал-традиционалистский электорат, то есть те люди, которые жаждут возвращения брежневского застоя».
В 2003 году КПРФ получает 12,61 % голосов и 61 мандат в Государственной Думе. Значительную часть голосов у КПРФ отнял созданный в сентябре 2003 года блок «Родина». В Европейский суд по правам человека был подан иск КПРФ и партии «Яблоко» о фальсификации итогов выборов депутатов Госдумы в 2003 году, однако даже в 2008 году он всё ещё не был рассмотрен.
На XII (внеочередном) съезде КПРФ, проходившем 22 сентября 2007 года в Москве, был утверждён список кандидатов в депутаты в Государственную Думу РФ V созыва. В частности, первую тройку федерального списка кандидатов составили Геннадий Зюганов, Жорес Алфёров, Николай Харитонов. Московский список возглавил первый заместитель Председателя ЦК КПРФ Иван Мельников, ещё один заместитель — Владимир Кашин — возглавил список Московской области.
Следующие выборы Государственной Думы состоялись 2 декабря 2007 года, на них КПРФ получила 11,57 % голосов и 57 мест.
| Субъект РФ            | Результаты на выборах в Госдуму РФ в декабре 2003 года, % | Результаты на региональных выборах в марте 2007 года, % |
| --------------------- | --------------------------------------------------------- | ------------------------------------------------------- |
| Мурманская область    | 7,44                                                      | 17,47                                                   |
| Республика Коми       | 8,72                                                      | 14,23                                                   |
| Вологодская область   | 8,77                                                      | 13,44                                                   |
| Ленинградская область | 9,05                                                      | 17,07                                                   |
| Санкт-Петербург       | 8,48                                                      | 16,02                                                   |
| Псковская область     | 15,17                                                     | 19,41                                                   |
| Московская область    | 9,67                                                      | 18,81                                                   |
| Орловская область     | 16,28                                                     | 23,78                                                   |
| Самарская область     | 17,38                                                     | 18,39                                                   |
| Ставропольский край   | 13,70                                                     | 14,28                                                   |
| Дагестан              | 18,31                                                     | 6,64                                                    |
| Омская область        | 16,23                                                     | 22,90                                                   |
| Тюменская область     | 9,94                                                      | 8,43                                                    |
| Томская область       | 12,60                                                     | 13,37                                                   |

При параллельном подсчёте голосов КПРФ были получены несколько отличающиеся от официальных результаты.
Накануне выборов в Госдуму 7-го созыва (2016) КПРФ объявила о намерении создать при своей будущей фракции Гражданский совет — выборный орган, формируемый из числа помощников действующих депутатов ГД от КПРФ. Численность Гражданского Совета определена в 150 человек. Выборы в его состав были осуществлены путём электронного голосования, проводившегося с февраля по май 2016 года на коммунистическом интернет-портале «Народная инициатива». На парламентских выборах 2016 года КПРФ разбила свой партийный список на 37 групп, включив в федеральную часть десять человек во главе с Геннадием Зюгановым.
На выборах в Государственную думу VIII созыва (2021) КПРФ получила поддержку со стороны «Умного голосования» Алексея Навального и смогла консолидировать вокруг себя значительную часть протестного электората. Выборы прошли в напряжённой обстановке и сопровождались массовыми нарушениями выборного законодательства, особенно в Москве, где кандидаты от партии, идущие по одномандатным округам (Валерий Рашкин, Денис Парфёнов, Михаил Лобанов, Анастасия Удальцова, Сергей Обухов, Михаил Таранцов) лидировали все три дня голосования, но после добавления результатов дистанционного электронного голосования (ДЭГ) — потерпели поражение во всех округах, что значительно снизило возможное представительство партии в новом созыве Думы. КПРФ не признала результаты выборов в Москве и потребовала аннулировать итоги ДЭГ, как сфальсифицированные. Вторым крупным ударом для партии стало поражение популярного регионального депутата, блогера Николая Бондаренко, который шёл по Балашовскому избирательному округу в Саратовской области. Сам он заявил, что на выборах в Саратове имели место массовые фальсификации, которые в значительной степени были реализованы путём надомного голосования. По его словам, на тех участках, где на надомном голосовании присутствовали члены комиссии и наблюдатели от КПРФ, явка по надомному голосованию была примерно «в десять раз» меньше, чем там, где контроль отсутствовал. Бондаренко назвал прошедшие выборы «насмешкой над демократией и свободой выбора».

### Выборы президента России
На всех выборах президента России кандидат от КПРФ занимал второе место. В 1991 году Николай Рыжков с 16,85 % голосов был опережён Борисом Ельциным (57,30 %). На выборах в 1996 году Геннадий Зюганов проиграл Борису Ельцину (32 % против 35 % в первом туре, 40 % против 54 % во втором). Данные выборы многие считают сфальсифицированными. Главный аналитик телеканала НТВ Всеволод Вильчек впоследствии рассказывал о том, как телевидение активно использовало манипуляционные технологии в пользу Ельцина. Тем не менее Г. А. Зюганов поздравил Ельцина с победой на президентских выборах, что вызвало непонимание у части представителей левого движения.
Сам Г. А. Зюганов объясняет это тем, что народ не был готов активно защищать его победу.

Можно было не признать результаты голосования. Тогда надо было призвать народ выйти на улицу и совершить уже в 96-м году «революцию роз». Но это иллюзия. Мы понимали, что в ту пору народ не выйдет на улицы. Даже в 93-м году, когда в Москве был такой мощный импульс восстания, который должен был сдетонировать сопротивление на местах, народ оставался в своих домах, способный лишь на моральное сочувствие.

На выборах в 2000 году Зюганов набрал 29 % и уступил первое место Владимиру Путину. На выборах в 2004 году кандидатом от КПРФ стал Николай Харитонов, набравший 14 % и также занявший второе место. По результатам выборов 2008 года Геннадий Зюганов получил 17,72 % голосов.
На выборах Президента России 2012 года за Геннадия Зюганова проголосовали 12,3 млн избирателей. Таким образом, бюджет партии получил 240 млн рублей (по 20 рублей за каждый голос).
В декабре 2017 года на XVII съезде КПРФ Геннадий Зюганов лично предложил выдвинуть кандидатуру бизнесмена Павла Грудинина на президентских выборах 2018 года, а сам возглавил его предвыборный штаб.

### Результаты кандидатов от КПРФ на президентских выборах
| Выборы | Кандидат          | Первый тур | Первый тур | Первый тур | Второй тур | Второй тур | Второй тур | Результат |
| Выборы | Кандидат          | Голосов    | %          | Место      | Голосов    | %          | Место      | Результат |
| ------ | ----------------- | ---------- | ---------- | ---------- | ---------- | ---------- | ---------- | --------- |
| 1996   | Геннадий Зюганов  | 24 211 686 | 32,03      | 2-е        | 30 104 589 | 40,31      | 2-е        | Не избран |
| 2000   | Геннадий Зюганов  | 21 928 468 | 29,24      | ▬ 2-е      |            |            |            | Не избран |
| 2004   | Николай Харитонов | 9 513 313  | 13,69      | ▬ 2-е      |            |            |            | Не избран |
| 2008   | Геннадий Зюганов  | 13 243 550 | 17,72      | ▬ 2-е      |            |            |            | Не избран |
| 2012   | Геннадий Зюганов  | 12 318 353 | 17,18      | ▬ 2-е      |            |            |            | Не избран |
| 2018   | Павел Грудинин    | 8 659 206  | 11,77      | ▬ 2-е      |            |            |            | Не избран |
| 2024   | Николай Харитонов | 3 768 470  | 4,31       | ▬ 2-е      |            |            |            | Не избран |

### Региональные выборы
По состоянию на январь 2011 года в региональных парламентах в целом по России было 390 депутатов от КПРФ. Региональный депутатский корпус от КПРФ на январь 2011 года был старым (по возрасту): 31 % региональных депутатов от КПРФ были в возрасте 60 лет и старше, при этом только 16 % депутатов были моложе 40 лет.
В феврале 2005 года КПРФ победила на региональных выборах в органы законодательной власти в Ненецком автономном округе, опередив пропрезидентскую «Единую Россию». На выборах в Мосгордуму КПРФ получала следующий процент поддержки:
- 1993 — 10,1 %
- 1995 — 14,8 %
- 1999 — 11,77 %
- 2003 — 7,7 %
- 2005 — 16,75 % (4 депутата)[215]
- 2009 — 13,27 % (3 депутата)[216]

11 марта 2007 года состоялись выборы в органы законодательной власти 14 субъектов Российской Федерации. В целом по сравнению с декабрём 2003 года, когда состоялись последние выборы в Госдуму, процент голосов за КПРФ вырос в диапазоне от 1,01 % (Самарская область) до 100 % (Санкт Петербург, Московская область) или даже более 100 % (Мурманская область). Количество проголосовавших за КПРФ уменьшилось лишь в Тюменской области (приблизительно на 1,5 %) и в Дагестане (по официальным данным, в 3 раза). Результат выборов в Дагестане вызвал большое недовольство со стороны КПРФ, , . Партия настаивала на том, что выборы в этом регионе были сфальсифицированы. По заявлениям КПРФ, «на некоторых участках явка составляла 99 %, были участки, где „Единая Россия“ набрала все 100 % голосов». КПРФ было составлено поручение Комиссии Государственной Думы по вопросам практики применения избирательного законодательства Российской Федерации с целью получить оценку вышеуказанных фактов и услышать доклад на пленарном заседании Госдумы о принятии конкретных мер. Интересен тот факт, что и в Тюменской области и в Дагестане — единственных двух регионах, где процент проголосовавших за КПРФ по сравнению с 2003 годом уменьшился, партия была первоначально снята с выборов Избирательной комиссией, но в итоге была допущена к выборам.
12 октября 2008 года прошли выборы региональных органов власти в пяти субъектах РФ, в Сахалинской области КПРФ получила 23,11 % голосов (3 места по списку, один кандидат победил в округе), 13,41 % в Забайкальском крае (4 депутата по списку, один от округа), 13,25 % в Иркутской области (4 депутата), а в Кемеровской области (3,47 %) и Чеченской Республике (0,33 %) КПРФ не преодолела «проходной барьер», при этом результаты выборов в Кемеровской области вызвали резкие протесты местного и центрального руководства КПРФ по причине многочисленных нарушений законов о выборах.
На муниципальных выборах 11 октября 2009 года КПРФ получила в Москве чуть более 13 % голосов, в Марий Эл — 19 % голосов, в Благовещенске — 24,02 % голосов, в Южно-Сахалинске — 26,04 %, в Туле — 18,33 %. В Приморье кандидат от КПРФ получил 27,7 % голосов.
14 марта 2010 года КПРФ участвовала в выборах всех 8 избираемых законодательных собраний субъектов федерации. В среднем, по партийным спискам партия набрала 19,6 % голосов, что позволило ей получить 34 мандата по единым спискам. По одномандатным округам КПРФ сумела получить лишь 1 мандатов в Курганской области (в двух регионах депутаты по одномандатным округам не избирались). В итоге, КПРФ сумела провести депутатов во все 8 законодательных собраний, добившись лучших итоговых результатов в тех регионах, где выборы проводились только по партийным спискам — в Калужской (23 %) и Свердловской областях (21 %). В Свердловской области проводились выборы одной из двух палат Законодательного собрания. Общее количество депутатов от КПРФ в нижней палате составило 5 человек (18 %), в верхней палате — все депутаты (21 человек) представляют Единую Россию.
| Субъект РФ                      | Количество избранных депутатов | % КПРФ по единому списку | Количество полученных мандатов по единому списку | Количество полученных мандатов по одномандатным округам | Общее число избранных депутатов от КПРФ | % от числа избранных депутатов |
| ------------------------------- | ------------------------------ | ------------------------ | ------------------------------------------------ | ------------------------------------------------------- | --------------------------------------- | ------------------------------ |
| Республика Алтай                | 41                             | 24.8 %                   | 5                                                | -                                                       | 5                                       | 12 %                           |
| Хабаровский край                | 26                             | 17,7 %                   | 3                                                | -                                                       | 3                                       | 12 %                           |
| Воронежская область             | 56                             | 18,5 %                   | 5                                                | -                                                       | 5                                       | 9 %                            |
| Калужская область               | 40                             | 21,2 %                   | 9                                                | не избирались                                           | 9                                       | 23 %                           |
| Курганская область              | 34                             | 25,2 %                   | 4                                                | 1                                                       | 5                                       | 15 %                           |
| Рязанская область               | 36                             | 19,0 %                   | 4                                                | -                                                       | 4                                       | 11 %                           |
| Свердловская область            | 14                             | 21,7 %                   | 3                                                | не избирались                                           | 3                                       | 21 %                           |
| Ямало-Ненецкий автономный округ | 22                             | 8,6 %                    | 1                                                | -                                                       | 1                                       | 5 %                            |

10 октября 2010 года КПРФ участвовала в выборах всех 6 избираемых законодательных собраний субъектов федерации. В среднем, по партийным спискам партия набрала 15,8 % голосов, что позволило ей получить 23 мандата по единым спискам. По одномандатным округам КПРФ сумела получить лишь 6 мандатов в Новосибирской области. В итоге, КПРФ сумела провести депутатов в 5 из 6 законодательных собраний (кроме Верховного Хурала Республики Тыва), получив лучший итоговый результат в Новосибирской области (21 %).
| Субъект РФ            | Количество избранных депутатов | % КПРФ по единому списку | Количество полученных мандатов по единому списку | Количество полученных мандатов по одномандатным округам | Общее число избранных депутатов от КПРФ | % от числа избранных депутатов |
| --------------------- | ------------------------------ | ------------------------ | ------------------------------------------------ | ------------------------------------------------------- | --------------------------------------- | ------------------------------ |
| Республика Тыва       | 32                             | 4.6 %                    | -                                                | -                                                       | -                                       | -                              |
| Белгородская область  | 35                             | 17,7 %                   | 3                                                | -                                                       | 3                                       | 9 %                            |
| Костромская область   | 36                             | 19,6 %                   | 4                                                | -                                                       | 4                                       | 11 %                           |
| Магаданская область   | 21                             | 16,0 %                   | 2                                                | -                                                       | 2                                       | 10 %                           |
| Новосибирская область | 76                             | 25,0 %                   | 10                                               | 6                                                       | 16                                      | 21 %                           |
| Челябинская область   | 60                             | 11,8 %                   | 4                                                | -                                                       | 4                                       | 7 %                            |

Также 14 октября 2012 г. впервые после многолетнего перерыва состоялись прямые выборы губернаторов в 5 субъектах РФ. В Амурской области в выборах от КПРФ участвовал Роман Александрович Кобызов, 1-й секретарь обкома КПРФ, депутат Законодательного Собрания Амурской области. Занял второе место, набрав 9,99 % голосов. В Белгородской области КПРФ не выдвигала кандидата в губернаторы, ссылаясь на невозможность прохождения «муниципального фильтра». В Брянской области КПРФ выдвинуло кандидатом Потомского Вадима Владимировича, депутата Государственной Думы, секретаря Ленинградского обкома КПРФ (был рекомендован ЦК КПРФ по квоте «кадрового резерва»). В выборах участвовало два кандидата, Потомский набрал 30,83 % голосов, уступив действующему губернатору . В 2014 году Вадим Потомский был назначен исполняющим обязанности губернатора Орловской области и выразил желание участвовать в предстоящих губернаторских выборах. В Новгородской области кандидатом в губернаторы была выдвинута Ефимова Ольга Анатольевна, депутат областной Думы, 1-й секретарь Новгородского горкома КПРФ. Не смогла собрать необходимого числа подписей муниципальных депутатов и в выборах не участвовала. В Рязанской области от КПРФ в выборах участвовал 1-й секретарь обкома, депутат Государственной Думы Владимир Николаевич Федоткин. Он занял второе место, получив 21,92 % голосов.
В 2015 году состоялись выборы губернатора Иркутской области, прошедшие в два тура. Первый состоялся в единый день голосования 13 сентября 2015 года, на нём наибольшее количество голосов поделили действующий губернатор Сергей Ерощенко и кандидат от КПРФ Сергей Левченко. Второй тур голосования состоялся через две недели, 27-го сентября, и завершился победой Левченко. Данная избирательная кампания получила широкий резонанс. Причинами этого стали и сам факт проведения второго тура (первый случай после возвращения губернаторских выборов в России в 2012 году), и победа оппозиционного кандидата в решающем этапе голосования.

### Местные выборы
- Мэр Новосибирска — Анатолий Локоть (избран в апреле 2014 года)[229]
- Мэр Кимр — Роман Андреев (избран в сентябре 2014 года)[источник не указан 753 дня]
- Мэр Ярцево — Николай Новосёлов (избран в октябре 2021 года)[230][231]

## Запросы в Конституционный суд Российской Федерации от КПРФ
В России обращение в Конституционный суд Российской Федерации является весьма существенным средством политической борьбы (это признал даже бывший судья этого суда Б. С. Эбзеев) оппозиции и власти. Этот орган может отменить или изменить как неконституционный любой федеральный закон, причём это изменение не может быть обжаловано и вступает в силу сразу после его провозглашения. Для правящей партии особой необходимости менять закон через запрос в Конституционный суд нет, так как она может, обладая большинством в Государственной Думе, просто изменить закон в обычном порядке. Возможности оппозиционной политической партии, представленной в Государственной думе, по направлению жалобы в Конституционный суд, существенно выше, чем у отдельных граждан, поскольку граждане получают такую возможность лишь после того, как пройдут все судебные инстанции, что обычно занимает довольно много времени, и лишь в случае, если оспариваемая норма применена в их деле. Для политической партии требуется лишь поддержка 90 депутатов Государственной думы, а сам запрос может носить абстрактный характер и не быть связанным с конкретным судебным делом. По итогам выборов в Государственную думу в 2003—2011 годах КПРФ не имела необходимых 90 мандатов для подачи запроса. Однако в 2011 году коммунисты получили в Государственной думе 92 места и возможность подавать запросы в Конституционный суд. Этой возможностью КПРФ пользовалась в 2012—2016 годах, подав 11 запросов, большинство из которых (7 запросов) было направлено в 2015—2016 годах. В некоторых случаях запросы КПРФ получали поддержку депутатов от Справедливой России. Эта поддержка имела скорее символический характер, так как Справедливая Россия не обладала достаточным числом депутатов для подачи самостоятельного запроса в Конституционный суд. Историю запросов коммунистов в Конституционный суд можно разделить на два периода. В 2012—2014 годах запросы от КПРФ касались преимущественно политических вопросов (избирательного права, объединения высших судов России, внешней политики). С 2015 года запросы стали касаться также вопросов, затрагивающих интересы большинства населения России, — взносы за капитальный ремонт, отмена платы за проезд большегрузных автомобилей и вопросы сноса самовольных построек. Хотя в ответ на эти запросы Конституционный суд отказывал коммунистам, но все же они не были напрасными — в принятых по ним решениях была существенно ограничена возможность применения некоторых оспоренных норм. Решения, принятые Конституционным Судом Российской Федерации по запросам депутатов от КПРФ в 2012—2016 годах следующие:
- В декабре 2012 года Конституционный Суд Российской Федерации по запросу депутатов КПРФ и Справедливой России хотя признал соответствующим Конституции установление так называемого «муниципального фильтра» при выдвижении кандидата на должность главы субъекта Российской Федерации, а также возможность проведения Президентом России консультаций с представителями политических партий и кандидатами на должности глав регионов РФ[233], но установил, что результат таких консультаций не должен препятствовать кандидату баллотироваться[234].
- В декабре 2012 года Конституционный Суд Российской Федерации установил судебный порядок обжалования решения Государственной Думы о лишении депутатского мандата[235] по запросу депутатов от КПРФ и «Справедливой России»[236].
- В июле 2013 года коммунисты и представители «Справедливой России» оспорили конституционность закона о присоединении России к ВТО[237]. Конституционный Суд Российской Федерации отказался принимать этот запрос к рассмотрению под предлогом, что он ему не подведомственен[238].
- В июле 2014 года Конституционный Суд Российской Федерации отказался рассматривать запрос депутатов от КПРФ[239] о конституционности объединения Верховного и Высшего арбитражного судов[240]
- В июле 2015 года Конституционный Суд Российской Федерации запретил исполнение решений ЕСПЧ, если они противоречат конституции России[241] по запросу депутатов от всех 4 фракций Государственной Думы, включая КПРФ[242]. В этом случае помощь КПРФ имела скорее символическое значение, так как «Единая Россия» могла без помощи коммунистов обратиться в Конституционный суд.
- В декабре 2015 года Конституционный Суд Российской Федерации по запросу депутатов КПРФ (и одного единоросса)[243] установил, что главы небольших населённых пунктов должны избираться только прямым голосованием[244]
- В апреле 2016 года Конституционный суд по запросу фракции КПРФ[245] ограничил право федерального законодателя при установлении порядка расходования взносов на капитальный ремонт[246].
- В мае 2016 года Конституционный Суд Российской Федерации по запросу фракции КПРФ[247] (поданному в связи с забастовкой российских дальнобойщиков) запретил оператору системы «Платон» применять к плательщикам сбора с большегрузных автомобилей какие-либо меры принудительного характера, а также запретил федеральному законодателю чрезмерно обременять предпринимателей в сфере грузоперевозок обязательными платежами, сходными по целевому назначению[248].
- В июле 2016 года Конституционный Суд Российской Федерации отказался рассматривать запрос фракции КПРФ о конституционности введённой в марте того же года обязательной аккредитации журналистов на выборах в Государственную думу[249]. Однако в вынесенном решении Конституционный Суд Российской федерации установил, что журналист не обязан для допуска на избирательный участок иметь 2-месячный стаж (на дату назначения выборов) именно в том СМИ, которое подало заявку на его аккредитацию[250];
- В сентябре 2016 года Конституционный Суд Российской Федерации отказался рассматривать запрос фракции КПРФ, связанный с отказом в регистрации в качестве кандидата в депутаты Государственной думы кандидата С. П. Обухова, которого не зарегистрировали за то, что он не предоставил сведения о доходах своей несовершеннолетней дочери (ей на день выборов уже должно было исполниться 18 лет)[251].
- В сентябре 2016 года Конституционный Суд Российской Федерации отказался рассматривать направленный в апреле того же года запрос фракции КПРФ о неконституционности сноса самовольных построек без решения суда, возведённых на определённых территориях (поводом к запросу стал снос 104 торговых павильонов в Москве согласно норме, принятой в 2015 году)[252][253]. Однако Конституционный суд установил некоторые ограничения для такого сноса, установив, что он может производиться по решению властей только если владелец постройки неизвестен, не может быть произведён по тем основаниям, которые ранее были отклонены судом, а срок сноса должен быть разумен, чтобы владелец мог обжаловать решение о демонтаже своего объекта[253].
- В октябре 2016 года Конституционный Суд Российской Федерации отказался рассматривать запрос депутатов от КПРФ и ЛДПР о том, что поправки к Налоговому кодексу Российской Федерации, разрешающие взимать торговый сбор в городах федерального значения вне зависимости от торговой площади и вида бизнеса, были приняты с нарушением регламента Государственной Думы и без согласования с региональными властями[254]. При этом, по мнению Конституционного Суда Российской Федерации, нарушение регламента Государственной думы при принятии законопроекта не делает его неконституционным[254]. Кроме того, Конституционный суд указал, 44 депутата из числа парламентариев, подписавших запрос, вошли в Государственную думу VII созыва[255].
- В декабре 2018 года депутаты от КПРФ, ЛДПР, Справедливой России и Гражданской платформы подали запрос в Конституционный суд Российской Федерации запрос об отмене закона о повышении пенсионного возраста[256].
- В декабре 2024 года КПРФ обратилась в Конституционный суд России с требованием разрешить правовую коллизию, пользуясь которой власти на местах блокируют выдвижение кандидатов от оппозиционных партий. КПРФ добилась признания решений избиркомов об отмене в регистрации кандидатов под предлогом неверной пунктуации и других ошибок русского языка не конституционными. [257]

## Мнения

### Положительные оценки
Президент Владимир Путин подчеркнул, что КПРФ — это партия, за которую голосуют миллионы людей и поэтому это реальная политическая сила. Со сходными оценками выступил Дмитрий Медведев, заявивший, что КПРФ и власть вместе проводят согласованную работу по обеспечению безопасности страны и отстаиванию её интересов во внешней политике. При этом он отметил, что КПРФ имеет право на свою точку зрения в экономике.
Шестикратная олимпийская чемпионка Любовь Егорова своё присоединение к ней объяснила тем, что «в партии состоят уважаемые люди, такие, как Алфёров и Зюганов», по её словам, «это единственная партия, которая отстаивает интересы простого народа». Сам Жорес Алфёров заявил в своё время:

…К Зюганову я отношусь хорошо. Он яркий человек. Можно удивляться, как это случилось в нашей стране, в которой было 20 млн коммунистов, членов партии, что когда произошёл развал СССР, крушение, в том числе и компартии, очень немного людей выступило открыто в защиту коммунистических идеалов. Среди них был и мой товарищ и коллега В. А. Коптюг. Я думаю, что коммунистические идеалы соответствуют большинству людей. Социалистические принципы: от каждого по способности — каждому по труду; бесплатное образование; финансирование фундаментальной науки; бесплатное медобслуживание… Пропаганда пытается приписать все грехи коммунистам, а простой человек поддерживает эти идеалы. Если спросить людей на улице хотят ли они, чтобы было бесплатное медицинское обслуживание и образование, все скажут, что хотели бы. В этой связи в разные времена, люди, которые, казалось бы, довольно далеки от политики — научные работники — становились членами компартии. Драйзер стал коммунистом в годы войны. Бернал был одним из руководителей военных исследований в Великобритании — стал коммунистом. И таких примеров можно привести много…

Народный артист России режиссёр Владимир Бортко в 2007 году сказал, что поддержал КПРФ потому, что в этой партии он наиболее полезен своему народу.
Доктор экономических наук Ф. Н. Клоцвог считает, что КПРФ должна стать организационным стержнем для объединения левых сил, так как только она обладает достаточной для этого численностью.

### Критика
Борис Грызлов, будучи председателем Высшего Совета «Единой России», утверждал, что КПРФ хочет «всё отнять и поделить». С точки зрения Владимира Жириновского, КПРФ должна ответить за появление Гитлера и Муссолини, а также конфликты на территории бывшего СССР, а Г. А. Зюганов должен быть арестован и подвергнут суду. Режиссёр Никита Михалков обратил внимание на некорректную, по его мнению, критику первого президента страны, Бориса Ельцина. После этого напомнил, что генеральных секретарей в таком духе критиковать не позволялось, а также, что и до Ельцина были злоупотребляющие алкоголем политические деятели.
Политолог Сергей Кара-Мурза указывает, что депутаты «Единой России» и КПРФ, прежде состоявшие в одной и той же партии, КПСС, не могут занимать принципиально разные позиции. Со своей стороны, Борис Кагарлицкий видит причину, прежде всего, в оппортунизме и национально-державной идеологии. Георгий Сатаров отмечает, что КПРФ теперь приходится во многом отстаивать свободу слова и другие демократические ценности и по этому вопросу считает КПРФ возможным союзником либералов.
Критически высказываются о КПРФ представители других коммунистических партий России. С точки зрения РКРП-РПК, КПРФ вписалась в нынешнюю систему, не проводит коммунистическую линию, и поэтому скорее удерживает людей от борьбы, чем способствует ей. По мнению лидера ВКПБ Нины Андреевой, КПРФ являет собой мешанину из безыдейной верхушки и послушного «болота», которая прикрывается коммунистической этикеткой: «КПРФ была создана в феврале 1993 года после снятия запрета на коммунистическую деятельность. Известно, что ещё в 1991 году Зюганов согласовывал с Ельциным вопрос создания „неэкстремистской партии социалистической направленности“, на что и получил одобрение. КПРФ — социал-демократическая партия по сути, но коммунистическая только по названию, как и задумывалось». Вместе с тем, член политбюро ЦК АКМ Г. О. Таргонский отмечает, что у КПРФ и АКМ сложились хорошие отношения, и, более того, их надо укреплять.
Ответственный секретарь журнала «Альтернативы» А. А. Сорокин считает, что жизнеспособных наследников у КПСС не осталось. Критически относится к будущему партии и российский экономист Михаил Делягин, считая, что члены КПРФ обрекают себя на добровольное рабство, состоя в ней.
Партия «Коммунисты России», преимущественно состоящая из бывших членов КПРФ, резко критикует КПРФ и Г. А. Зюганова, считая, что во главе с ним коммунисты никогда не вернут утраченную власть.
Заместитель председателя Государственной Думы от «Единой России» Андрей Исаев обвинил КПРФ в нежелании проводить «праймериз» (предварительное голосование по выдвижению кандидатов), выдвигая кандидатов без участия граждан страны, по старой «закрытой» схеме. Вместо этого КПРФ в 2016 году использовала такое голосование для выбора помощников депутатов.
Журналист издания «Коммерсантъ-Власть» Максим Иванов отмечал, что к 2016 году КПРФ перестала быть противником власти по стратегическим вопросам развития страны, особенно в вопросах внешней политики (поддержка признания независимости Абхазии и Южной Осетии, аннексии Крыма, оценке вооружённого конфликта на востоке Украины), по отдельным вопросам которой была даже радикальнее.

## Санкции
16 декабря 2022 года, на фоне вторжения России на Украину, «КПРФ» внесена в санкционный список Евросоюза. По данным Евросоюза, партия поддержала агрессивную войну России против Украины, поддержала аннексию оккупированных территорий Украины, таким образом партия отвечает за поддержку действий, которые подрывают или угрожают территориальной целостности и независимости Украины. Все активы партии в Евросоюзе будут заморожены, любому члену этих партий будет запрещён въезд в ЕС.
21 декабря 2022 года, по аналогичным основаниям, партия КПРФ внесена в санкционный список Швейцарии, а 22 апреля 2023 года попала под санкции Украины.

## КПРФ в спорте
С 2003 года существует Спортивный клуб КПРФ, объединяющий мини-футбольный клуб КПРФ, школу фигурного катания КПРФ «Искра», школу плавания КПРФ, спортсменов бодибилдинга и пауэрлифтинга.

## Награды КПРФ
В наградной системе КПРФ есть ордена и памятные медали, учреждённые ЦК КПРФ.
| Наименование награды | Лента |
| --- | ----- |
| Орден «Партийная доблесть»                                                                                               |       |
| Орден «За заслуги перед Партией»                                                                                         |       |
| Почётный орден «100 лет Ленинскому комсомолу»                                                                            |       |
| Медаль «Карибский Кризис»                                                                                                |       |
| Памятная медаль «В ознаменование 55-летия победы советского народа в Великой Отечественной войне»                        | нет   |
| Памятная медаль «60 лет Победы в Великой Отечественной войне»                                                            |       |
| Памятная медаль «100 лет со дня рождения М. А. Шолохова»                                                                 |       |
| Памятная медаль «65 лет разгрома немецко-фашистских войск под Москвой».                                                  |       |
| Памятная медаль «100 лет со дня рождения Мусы Джалиля»                                                                   |       |
| Памятная медаль «75 лет Комсомольску на Амуре»                                                                           |       |
| Памятная медаль «90 лет Великой Октябрьской Социалистической революции»                                                  |       |
| Памятная медаль «90 лет советских вооружённых сил»                                                                       |       |
| Памятная медаль «90 лет Всесоюзному ленинскому коммунистическому союзу молодёжи»                                         |       |
| Памятная медаль «В ознаменование 130-летия со дня рождения И. В. Сталина»                                                |       |
| Памятная медаль «В ознаменование 140-летия со дня рождения В. И. Ленина»                                                 |       |
| Памятная медаль «В ознаменование 150-летия со дня рождения В. И. Ленина»                                                 |       |
| Памятная медаль «65 лет Победы советского народа над гитлеровской Германией в Великой Отечественной войне 1941—1945 гг.» |       |
| Памятная медаль «50 лет космонавтике»                                                                                    |       |
| Памятная медаль «300 лет Михаилу Васильевичу Ломоносову»                                                                 |       |
| Памятная медаль «110 лет со дня рождения С. К. Тока»                                                                     |       |
| Памятная медаль «В Ознаменование 70-летия битвы под Москвой»                                                             |       |
| Памятная медаль "100 лет газете «Правда»                                                                                 |       |
| Памятная медаль «В ознаменование 90 годовщины образования СССР»                                                          |       |
| Памятная медаль «70 лет Сталинградской Победы»                                                                           |       |
| Памятная медаль «50 лет первого визита Фиделя Кастро в СССР»                                                             |       |
| Памятная медаль «70 лет Победы в Орловско-Курской Битве»                                                                 |       |
| Памятная медаль «95 лет Ленинскому комсомолу»                                                                            |       |
| Памятная медаль «100 лет со дня рождения А. И. Покрышкина»                                                               |       |
| Памятная медаль «60 лет освоения целинных земель»                                                                        |       |
| Памятная медаль «70 лет освобождения Крыма и Севастополя»                                                                |       |
| Памятная медаль «200 лет М. Ю. Лермонтову»                                                                               |       |
| Памятная медаль «70 лет Победы в Заполярье»                                                                              |       |
| Памятная медаль «70 лет Великой Победы»                                                                                  |       |
| Памятная медаль «100 лет Великой Октябрьской социалистической революции»                                                 |       |
| Памятная медаль «130 лет С. М. Кирову»                                                                                   |       |
| Памятная медаль «XXX лет ликвидации Чернобыльской катастрофы»                                                            |       |
| Памятная медаль «75 лет Битвы под Москвой»                                                                               |       |
| Памятная медаль «75 лет Советской Гвардии»                                                                               |       |
| Памятная медаль «100 лет Красной Армии»                                                                                  |       |
| Памятная медаль «Маршал СССР К. К. Рокоссовский»                                                                         |       |
| Памятная медаль «Дети Войны»                                                                                             |       |
| Памятная медаль «Александр Сергеевич Пушкин»                                                                             |       |
| Памятная медаль «В ознаменование 140-летия со дня рождения И. В. Сталина»                                                |       |
| Памятная медаль «75 лет освобождения Крыма и Севастополя»                                                                |       |

### Первоисточники
- Зюганов Г. А. Кадры партии в действии. — М.: ИТРК, 2001. — С. 48. — ISBN 5-88010-083-9.
- Зюганов Г. А. Коммунисты и молодёжь в современной России. — М.: Газета «Правда», 2003. — С. 32. — ISBN 5-85020-044-9.
- Зюганов Г. А. За единство. Беседа с коммунистами о ситуации в КПРФ. — М.: ИТРК, 2004. — С. 64. — ISBN 5-88010-191-6.
- Зюганов Г. А. Смотреть вперёд. X Съезд КПРФ и «трудные вопросы» российского коммунистического движения. — М.: ИТРК, 2004. — С. 128. — ISBN 5-88010-205-X.
- Зюганов Г. А. Большие испытания. КПРФ перед новым избирательным марафоном. — М.: ИТРК, 2005. — С. 126. — ISBN 5-88010-217-3.
- Зюганов Г. А. Меморандум «О задачах борьбы против империализма и необходимости международного осуждения его преступлений». — М.: Правда-пресс, 2006. — С. 24. — ISBN 5-85024-160-4.
- Зюганов Г. А. Защищая наш мир. О внешнеполитической деятельности КПРФ. — М.: Издательство ИТРК, 2006. — С. 240: ил.—16 с. — ISBN 5-88010-223-8.
- Коммунистическая партия Российской Федерации в резолюциях и решениях съездов, конференций и пленумов ЦК (2001—2005). — М.: Издательство ИТРК, 2005. — С. 416. — ISBN 5-88010-216-5.

### Исследования
- András Bozóki and John T. Ishiyama. The communist successor parties of Central and Eastern Europe. — London, U.K.: M.E.Sharpe, 2002. — 501 p. — ISBN 0-7656-0986-X.
- March, Luke. The Communist Party In Post-Soviet Russia. — Manchester, U.K.: Manchester University Press, 2002. — 288 p. — ISBN 0-7190-6044-3.
- Сорокин А. Наследники КПСС (КПСС и левые в постсоветской России) // Альтернативы. — 2006. — № 2. — С. 112—122.
- Холмская М.Р. Коммунисты России: факты, идеи, тенденции. Информационно-аналитический обзор. — М.: [Б.и.], 1998. — 79 с. — ISBN 5-7952-0005-0.

### Публицистика
- Волохов А. Е. Новейшая история Коммунистической партии: 1990—2003. — М.: Импэто, 2003. — С. 136. — ISBN 5-7161-0105-4. (содержание)
- Кагарлицкий Б. Ю. Управляемая демократия: Россия, которую нам навязали. — Екатеринбург: Ультра.Культура, 2005. — 576 с. — (Klassenkampf). — ISBN 5-9681-0066-4. (оглавление)
- Тарасов А.Н. Политическая импотенция неизлечима, или Кремль трогательно заботится о престиже своей карманной оппозиции // Революция не всерьёз: Штудии по теории и истории квазиреволюционных движений. — Екатеринбург: Ультра-Культура, 2005. — С. 384—391. — ISBN 5-9681-0067-2.
- Тарасов А.Н. Свой своя не познаша (Комментарий на комментарий Б. Ихлова «Неужели КПРФ такая плохая?») // Революция не всерьёз: Штудии по теории и истории квазиреволюционных движений. — Екатеринбург: Ультра-Культура, 2005. — С. 392—408. — ISBN 5-9681-0067-2.